# Espírito Santo (estado)
O Espírito Santo é uma das 27 unidades federativas do Brasil. Encontra-se situado a leste da região Sudeste do país. Possui como limites: a leste, com o oceano Atlântico, pelo qual é banhado. Ao norte, com a Bahia. A oeste e noroeste, com Minas Gerais. Ao sul, com o Rio de Janeiro. Compreende uma superfície de 46 074,448 km², com uma população de 4 102 129 pessoas. Vitória é a capital e o estado conta com 78 municípios. Cachoeiro de Itapemirim, Colatina, Guarapari, Linhares, Muniz Freire são as cidades mais importantes.
O relevo se encontra subdividido em duas regiões diferentes: a baixada litorânea e a serra. Nesta unidade de relevo, se localizam o pico da Bandeira, com 2 890 m, e a serra de Caparaó. No setor agrícola, os principais cultivos são os do arroz, café (dos maiores do país), cacau, cana-de-açúcar, feijão, frutas (banana), milho. No setor pecuário, gado leiteiro e de corte. Na indústria, produtos alimentícios, madeira, têxteis e siderurgia, sobressaindo a indústria siderúrgica de Cariacica e a usina de pelotização da Companhia Vale do Rio Doce.
Vitória é um grande porto de exportação de minério de ferro. Vila Velha e Guarapari são os principais centros de exploração de areia monazítica, além de serem bastante frequentados como estações de cura. Em São Mateus, reservas petrolíferas foram avistadas e extraídas na plataforma continental.
A denominação do estado é uma designação concedida pelo capitão Vasco Fernandes Coutinho que ali aportou em 1535, em um domingo consagrado ao Espírito Santo. Como curiosidade a respeito da história desse nome, sobressai o Convento de Nossa Senhora da Penha, ícone da religiosidade capixaba. Tal templo religioso compreende em seu patrimônio a primeira tela da América Latina, o quadro de Nossa Senhora das Alegrias.

## Etimologia
Em junho de 1534, 50 léguas de litoral do rio Mucuri até o rio Itapemirim foram concedidas por D. João III de Portugal ao veterano das Índias, Vasco Fernandes Coutinho. Este, quando aportou no território da capitania, no dia 23 de maio de 1535, domingo de Pentecostes, começou a criar uma vila. A esta povoação ele nominou Vila do Espírito Santo (atualmente cidade de Vila Velha), em memória do dia. Em 1535, a denominação se estendeu da vila para a capitania, nomeando mais tarde a província em 1822 e a unidade federativa (1889). Dessa forma, 35 anos após a Descoberta do Brasil, surgia um dos primeiros estados do país.
Os moradores nascidos no estado do Espírito Santo são conhecidos como capixabas (ou espírito-santenses). O adjetivo pátrio foi concedido aos vindouros habitantes do Espírito Santo em consequência das lavouras de milho que se situavam na ilha de Vitória. As plantações de milho eram de propriedade dos indígenas, os primeiros senhores da região no momento que os portugueses ali vieram. Tudo prova que a própria afirmação intelectual auxilia a não haver a confusão da designação desse estado brasileiro. Com o nome de uma das três pessoas da Santíssima Trindade.

## História

### Povos indígenas e período colonial
No começo do século XVI, a região que hoje é o estado do Espírito Santo era povoada por indígenas do grupo tupinambá, os temiminós, espalhados por quase todo o território, e do grupo jê, os aimorés e os goitacás. Os aimorés eram indígenas violentos os quais, ao que aparenta, moravam na serra que possui sua denominação. Os goitacás se distribuíam pelo sul do Espírito Santo, até os atuais municípios de Campos dos Goytacazes e Cabo Frio, já no Rio de Janeiro.

Capitanias do Brasil em 1534.

A expedição exploradora inicial da costa capixaba partiu de Portugal em 1501, conduzindo a bordo Américo Vespúcio. No ano de 1502, a ilha da Trindade, a 1 140 km do litoral, foi descoberta por Estevão da Gama, em outra expedição. O donatário Vasco Fernandes Coutinho em 23 de maio de 1535, um domingo de Pentecostes no calendário da Igreja Católica, criou a capitania do Espírito Santo.
O governo foi instalado num primeiro núcleo, na atual Vila Velha, entretanto, os indígenas exigiram a passagem para uma ilha, onde nasceu a Vila Nova, que em pouco tempo recebeu o nome de Vitória. Para contribuir no combate contra os indígenas, Mem de Sá, governador-geral da colônia, mandou forças lideradas por seu filho Fernão de Sá. Os jesuítas, sobressaindo José de Anchieta, já haviam começado o catecismo.
Na experiência de povoamento da capitania, foram declarados vários conflitos contra corsários da Inglaterra, França e Holanda, encantados com a vizinhança da Bahia e do Rio de Janeiro. No começo do século XVIII, em consequência da proibição de entradas, a capitania teve seu progresso parado e foi cedida pelo governador Cosme Rolim de Moura ao rei D. João V de Portugal em 1718. Incorporado à Bahia até 1810, a capitania passou a pertencer diretamente ao governo-geral.

### Período imperial e republicano
Quando da declaração da Independência do Brasil, os capixabas aderiram a D. Pedro I. Em 1849, eclodiu uma revolta no distrito de Queimado, dispondo da presença de mais de duzentos escravos negros. De viés abolicionista, foi sufocada violentamente pelos governantes.

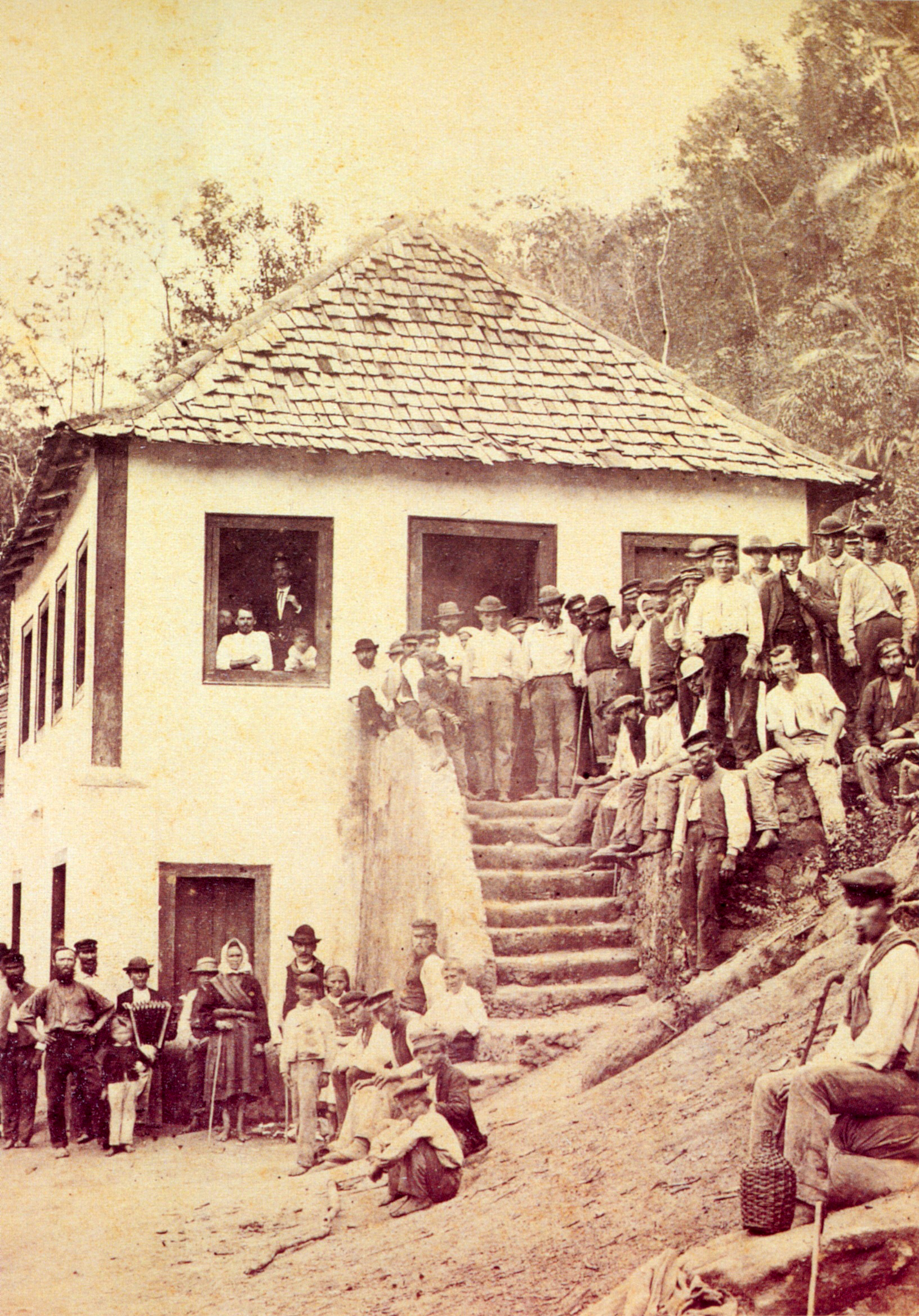
Imigrantes alemães e luxemburgueses na colônia Santa Leopoldina na província do Espírito Santo, 1875.

Ainda que a participação de indígenas hostis ainda tenha impedido o povoamento à época, a colônia do Rio Novo foi fundada em 1855, com famílias suíças, alemãs, neerlandesas e lusitanas, incentivando a colonização. Por ocasião da proclamação da República, as finanças estaduais enfrentavam graves dificuldades. O primeiro governador, Affonso de Freitas Rosa, conseguiu fazer pouca coisa, entretanto, José Muniz Freire, que administrou entre 1892 e 1896, emprestou dinheiro no exterior, estimulou a agricultura e fomentou a chegada de italianos para a cafeicultura, a qual a partir do início do século XX substituía o açúcar.
O desenvolvimento das finanças permitiu o saneamento de Vitória e a inauguração do trecho inicial da Estrada de Ferro Sul do Espírito Santo. Em 1924, um aumento no preço do café possibilitou ao governador Florentino Ávidos erguer uma ponte metálica conectando a ilha de Vitória com o continente e outra, em Colatina, sobre o rio Doce, que colaborou para a colonização do norte do estado. O capitão João Punaro Bley, interventor (1930–1935 e 1937–1943) e governador eleito (1935–1937), começou as obras que ampliaram o porto de Vitória e a edificação de um cais para escoar minério.
Até 1947, quando foi eleito governador Carlos Fernando Monteiro Lindenberg (1947–1950), o estado era comandado por interventores federais. Em 1950, retornou ao poder executivo, dessa feita elegido pela população, Jones dos Santos Neves, interventor de 1943 até 1945. Igualmente por intermédio de eleições diretas tomaram posse do governo Francisco Lacerda de Aguiar (1954–1958 e 1962–1966) e mais uma vez Carlos Fernando Monteiro Lindenberg (1958–1962).
Com término da ditadura militar no Brasil (1964–1985), o estado tornou a eleger os seus governadores: Gerson Camata (1983–1986), Max Freitas Mauro (1987–1991) e Albuíno Azeredo (1991–1995). Em 1995, tomou posse o petista Vítor Buaiz, deixando o governo em 1999, quando foi sucedido por José Ignácio Ferreira, eleito em 1998, que governou o estado até 2003. Paulo Hartung, que venceu as eleições de 2002, foi reeleito em 2006, com mandato até 2011. Renato Casagrande, que se elegeu em 2010, foi empossado em 2011. Eleito em 2014, Paulo Hartung assumiu a chefia do poder executivo do estado em 2015, deixando o governo estadual em 2019, quando foi substituído por Renato Casagrande, elegido em 2018. Reeleito em 2022, Renato Casagrande tomou posse em janeiro de 2023.

## Geografia

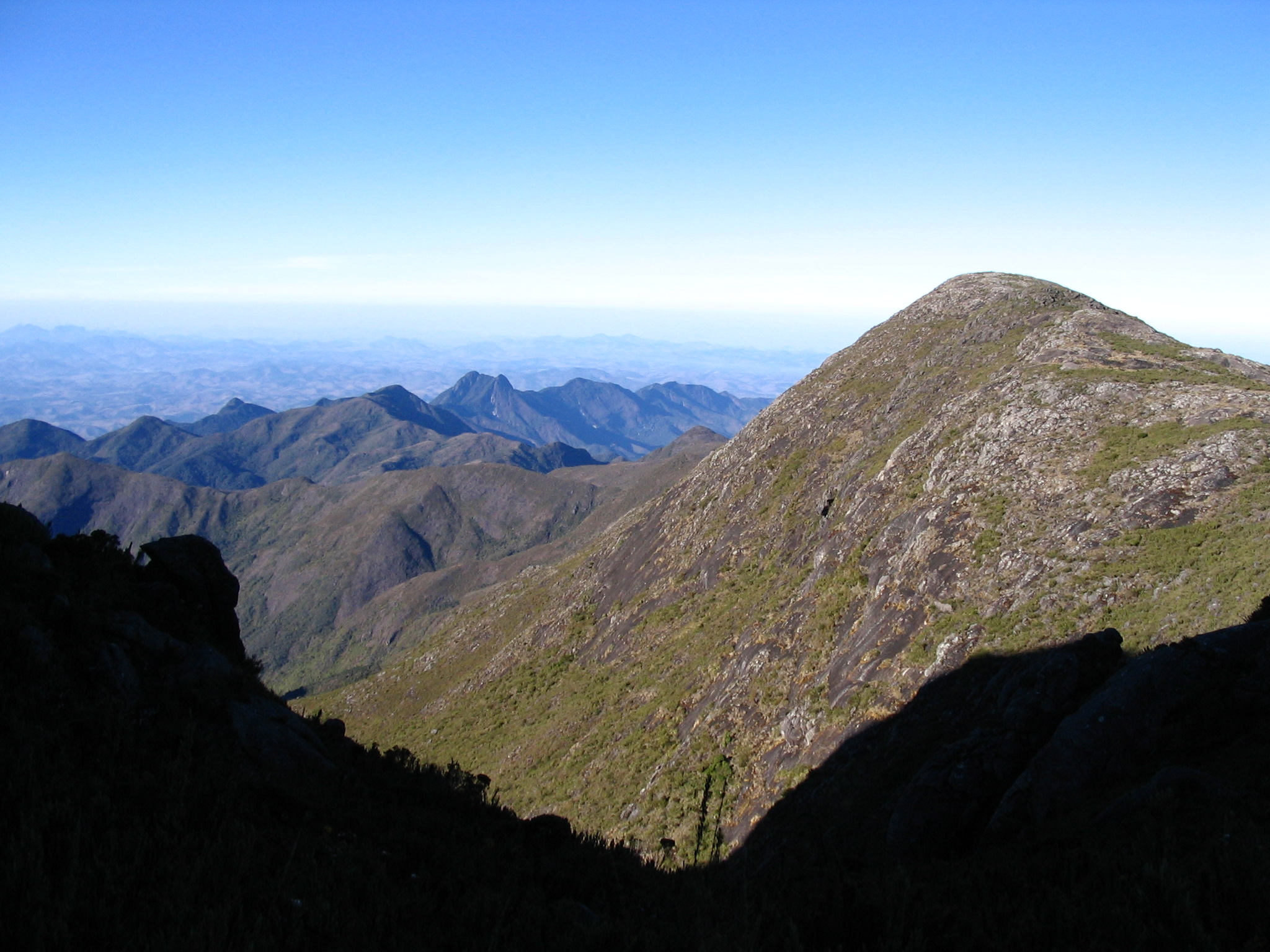
O Pico da Bandeira, com 2891 metros de altitude, é o ponto culminante do estado

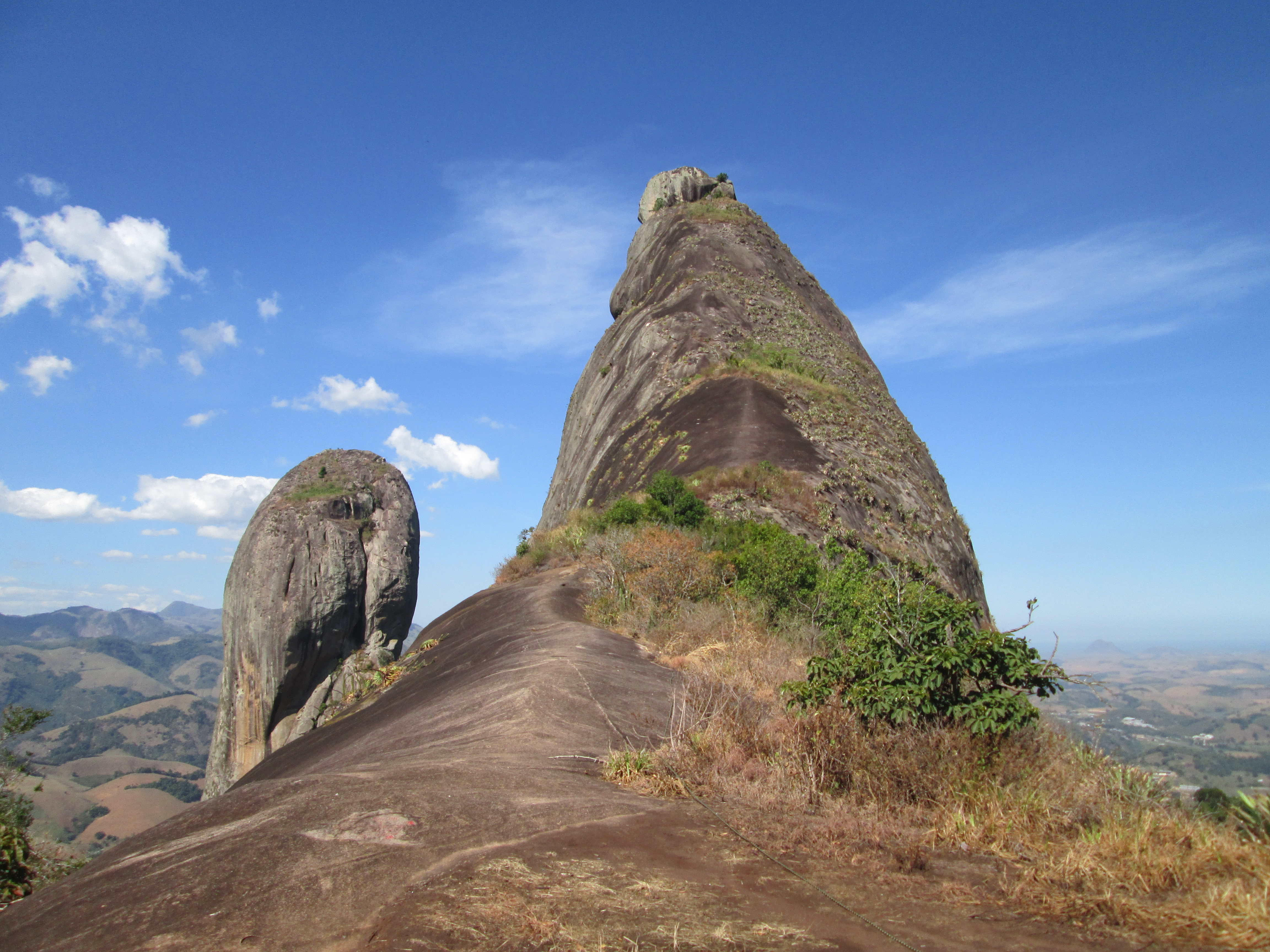
Frade e a Freira, em Itapemirim.

O estado do Espírito Santo ocupa uma área de 46 074,448 km² no litoral do Brasil, localiza-se a 41° 00′ 00″ de longitude oeste do Meridiano de Greenwich e a 20° 00′ 00″ de latitude sul da Linha do Equador e com fuso horário de menos três horas em relação à hora mundial GMT. No Brasil, o estado faz parte da região Sudeste, fazendo divisa com os estados de Minas Gerais, Bahia e Rio de Janeiro. O estado capixaba é delimitado pelas águas salgadas do oceano Atlântico.
Mais de 40% do território é formado por uma grande baixada litorânea (Planícies e Tabuleiros Costeiros), dominando no interior as serras (Serras e Planaltos de Leste-Sudeste). A serra do Castelo, junto à serra do Caparaó (Minas Gerais), compõe o pico da Bandeira, a terceira montanha mais alta do país (2 890 m de altitude). Os mais importantes rios capixabas constituem o Doce, o São Mateus, o Itaúnas, o Itapemirim e o Jucu. Os cinco fazem parte das Bacias Costeiras do Sudeste.
Tem um clima tropical litorâneo úmido, que recebe influência da massa de ar tropical atlântico. As chuvas estão concentradas no verão. A temperatura média oscila de 22 °C a 24 °C, e o índice de chuvas, de 1 000 mm a 1 500 mm por ano. A Mata Atlântica revestia originalmente boa parte do Espírito Santo. Os mais importantes rios do estado constituem, no sentido norte-sul, o Itaúna, o São Mateus, o Doce e o Itapemirim, que descem no sentido oeste-leste, ou seja, da serra ao litoral. O principal deles constitui o Doce, que tem suas nascentes em Minas Gerais e subdivide o território capixaba em duas porções quase iguais. Em seu delta, aparecem inúmeras lagoas, das quais a principal constitui a de Juparanã.

### Relevo

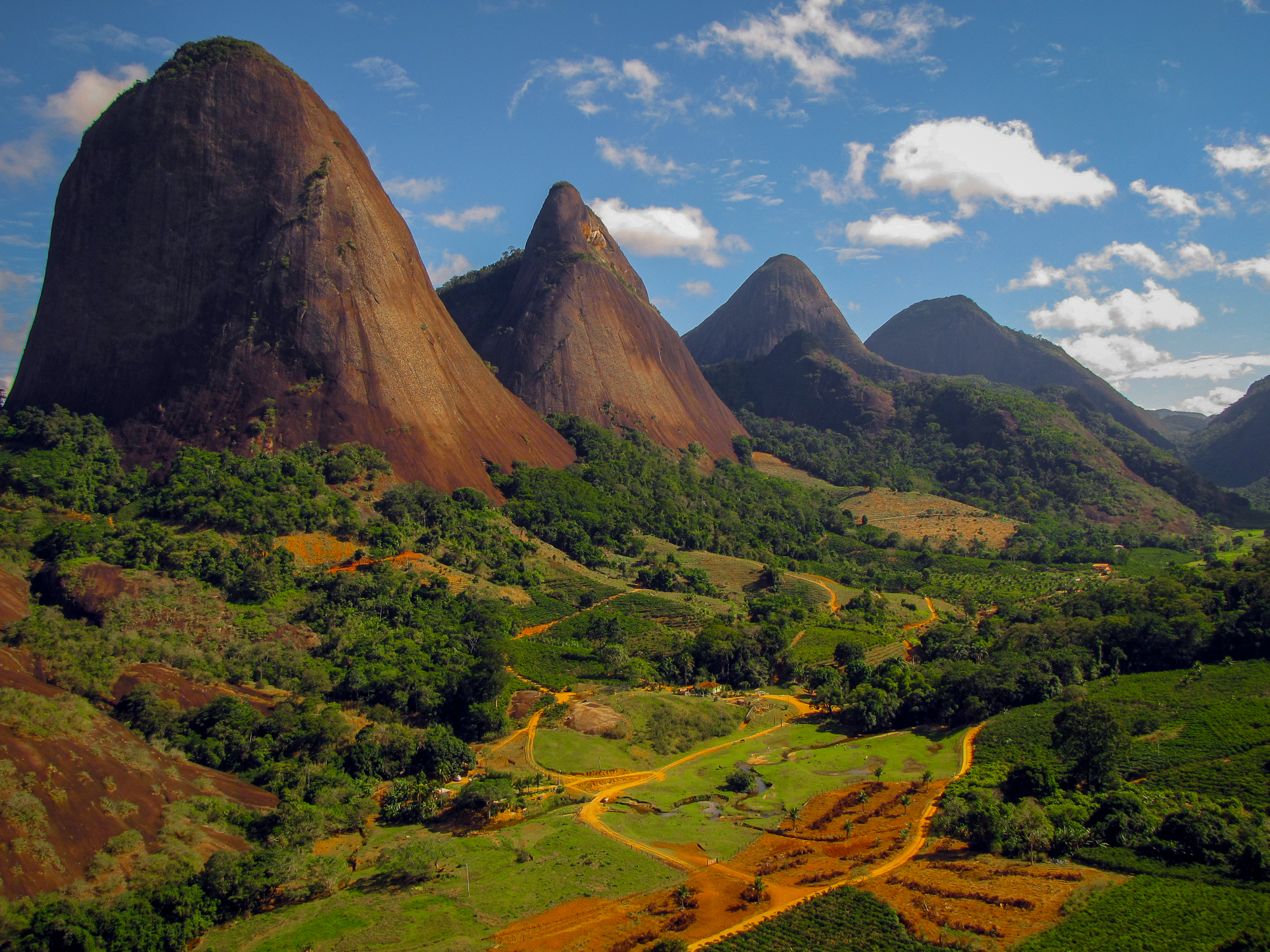
Vista de Pancas.

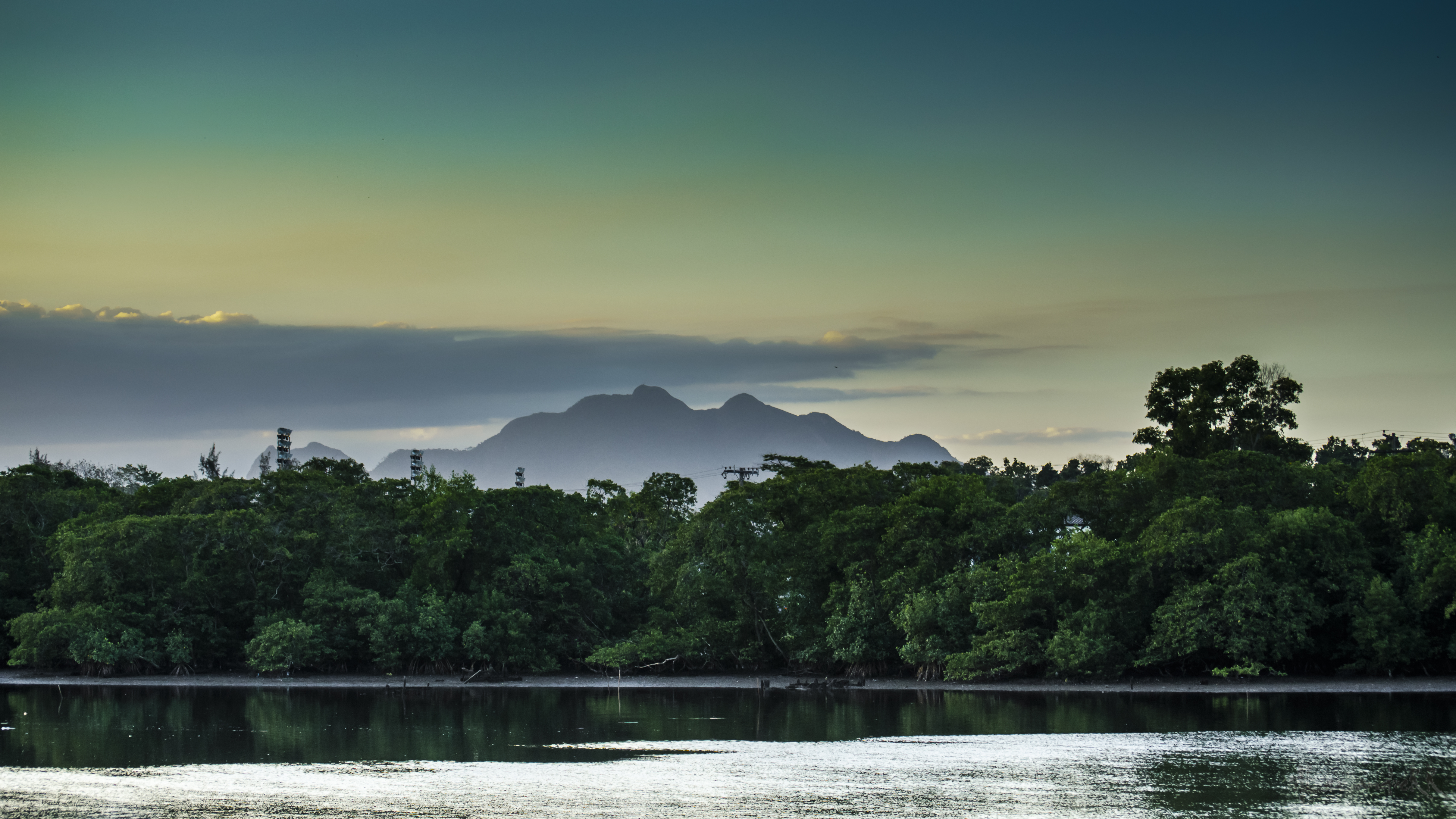
Mata Atlântica de encosta, cujas nascentes existentes contribuem para formação dos rios Santa Maria da Vitória e Jacaraípe. O Monte Mestre Álvaro, com 833 metros de altura e parte da Serra do Mar, pode ser visto ao fundo.

Boa parte do estado é caracterizada como um planalto, porção do Maciço Atlântico. A altitude média varia entre 600 e 700 m, com topografia bem montanhosa e terrenos de origem arqueozoica, onde são frequentes os picos isolados, chamados de pontões e os pães de açúcar. Na região limítrofe com Minas Gerais, é transformada em serra, com altitudes acima de mil metros, Na região onde se ergue a Serra do Caparaó, ou da Chibata. Aí se eleva um dos pontos mais altos do Brasil, o pico da Bandeira, com 2 890 m.
De maneira mais simplificada, pode ser composto o quadro geomorfológico do relevo em cinco unidades:
- A baixada litorânea, constituída por grandes areões, restingas e praias;[28]
- Os tabuleiros areníticos, cinturão de terrenos aplainados com mais de cinquenta metros de altitude, que se eleva no decorrer da baixada e a ocupa com uma escarpa íngreme, virada para leste;
- Os morros e maciços desolados, que ocorrem no litoral e, em certos lugares, originam costas rochosas, cujas reentrâncias compõem portos naturais, como a baía de Vitória;
- As planícies aluviais (várzeas), no decorrer dos rios, os quais, de vez em quando, tem seu limite em formações deltaicas, como é o caso da desembocadura do rio Doce;
- A serra, borda leste do planalto brasileiro, com uma altitude geral de 700 m, rodeada aqui e ali por montanhas, dentre os quais a citada serra do Caparaó.

Ao invés do que aparece nos estados do Rio de Janeiro e de São Paulo, onde forma um escarpamento quase sucessivo, a borda do planalto aparece como área escarpada bastante fragmentada pela atividade dos rios, os quais nela cavaram profundos vales. Desde a região central do estado para o norte, estes terrenos diminuem e a passagem entre as planícies litorâneas e as serras do interior vai se tornando mais demorada, até atingir o ponto mais alto do planalto mineiro. Assim, ao norte do rio Doce, a serra é sucedida por um cinturão de terrenos movimentados, no entanto, de altitude mais baixa, em meio aos quais aparecem montanhas, que compõem alinhamentos impropriamente chamados de serras.
As melhores terras do estado estão localizadas na Serra Capixaba, sendo propícias para vários plantios agrícolas. Nas grandes áreas aplainadas da baixada litorânea, a formação dos solos costuma ser inadequada para a prática agrícola.
O litoral do Espírito Santo tem imensos areais, com praias revestidas por uma vegetação rasteira e grandes dunas, especialmente em Itaúnas e Conceição da Barra. A 1 140 km do litoral, no Oceano Atlântico, situam-se a Ilha da Trindade (12,5 km²) e as Ilhas Martim Vaz, localizadas a 30 km de Trindade. Essas ilhas são administradas pelo Espírito Santo.

### Clima e vegetação

Clima do Espírito Santo segundo Köppen.

Aparecem no Espírito Santo dois tipos climáticos principais, o tropical chuvoso e o mesotérmico úmido. O primeiro predomina nas planícies e é caracterizado por temperaturas altas ao longo de todo o ano e temperaturas acima de 22° C. O tipo Am, das matas chuvosas, com cerca de 1 250 mm por ano e com uma estação seca pouco acentuada, aparece no litoral norte, na encosta da serra e na região de Vitória; o tipo Aw, com mais de 1 000 mm de chuva e estação seca bem definida, aparece no restante das planícies.
O clima mesotérmico úmido, sem estação seca, ocorre na região serrana do sul do estado. É caracterizado por temperaturas inferiores durante o inverno (média do mês mais frio inferior a 18 °C). São observadas, no entanto, inesperadas mudanças climáticas.
O Espírito Santo está incluído em sua totalidade no bioma da Mata Atlântica, apresentando desde fitofisionomias florestais em áreas com altitude menor, até fitofisionomias abertas, em áreas com maior altitude. Entre as fitosionomias florestais destacam-se a floresta ombrófila densa, que ocupava quase 70% do estado, e a floresta estacional semidecidual, que ocupava cerca de 23%. A floresta ombrófila aberta, mais rara, ocupava cerca de 3% do estado, sendo encontrada no sudeste e noroeste. Do ponto de vista geológico, o Espírito Santo é dividido em zona de tabuleiros, zona serrana e planície costeira, com extrema influência na vegetação encontrada nessas zonas.
As florestas úmidas da zona de tabuleiros (abaixo de 300 m de altitude) do norte do Espírito Santo e sul da Bahia frequentemente são chamadas de "mata de tabuleiro", e apresentam pouca vegetação rasteira, muitas epífitas e lianas. As árvores podem ter até 30 m de altura e a primeira vista, essa floresta apresenta semelhanças com a Floresta Amazônica. Hoje em dia, a mata de tabuleiro só é encontrada em bom estado de conservação na Reserva Biológica de Sooretama e na Reserva Natural Vale. No litoral, também observa-se a presença de restingas e mangues, principalmente ao norte do rio Doce. Muitas vezes, as restingas limitam-se apenas às praias, mas podem avançar para o interior, unindo-se com as matas de tabuleiros.

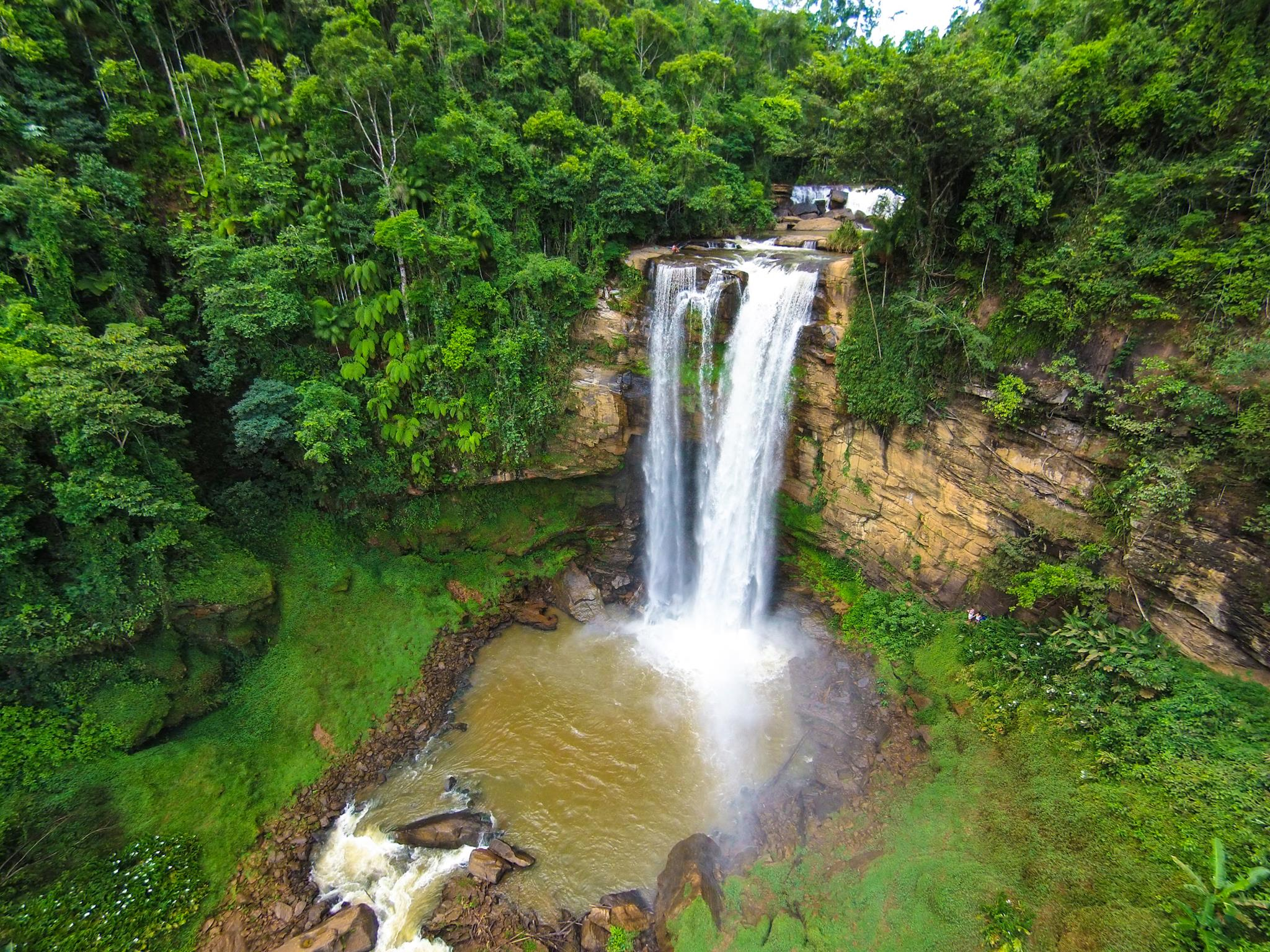
Cachoeira no município de Alfredo Chaves

A zona serrana, localizada em terras altas e vales do interior ao sul do rio Doce principalmente, possui desde florestas com muita vegetação rasteira (entre 300 e 2 000 m de altitude), até campos de altitude, acima dos 2 000 m. Alguns autores denominam essa vegetação de "floresta pluvial atlântica". Principalmente na Serra do Caparaó, encontra-se uma vegetação aberta denominada campo rupestre, ainda muito pouco estudada pela ciência e que vem se mostrando ser um ecossistema único.
Atualmente, a vegetação nativa do Espírito Santo está reduzida a menos de 15% da cobertura original: em 2011, calculava-se que havia apenas 5 107,53 km² de florestas, o que totalizava cerca de 11,07%. Por conta de sua semelhança, principalmente na parte norte do estado, com o sul da Bahia, a Mata Atlântica capixaba está incluída em um projeto de corredor ecológico que visa integrar as unidades de conservação desse estado com os do sul baiano, o chamado "Corredor Central da Mata Atlântica".

### Litoral
O litoral capixaba é rochoso ao sul, com falésias de arenito, e também na parte central, com grandes morros e afloramentos graníticos a beira mar, o litoral sul-central é muito recortado com muitas enseadas e baias protegidas por rochas e afloramentos rochosos a beira mar, é arenoso ao norte, com praias cobertas por uma vegetação rasteira e extensas dunas, principalmente em Itaúnas e Conceição da Barra.

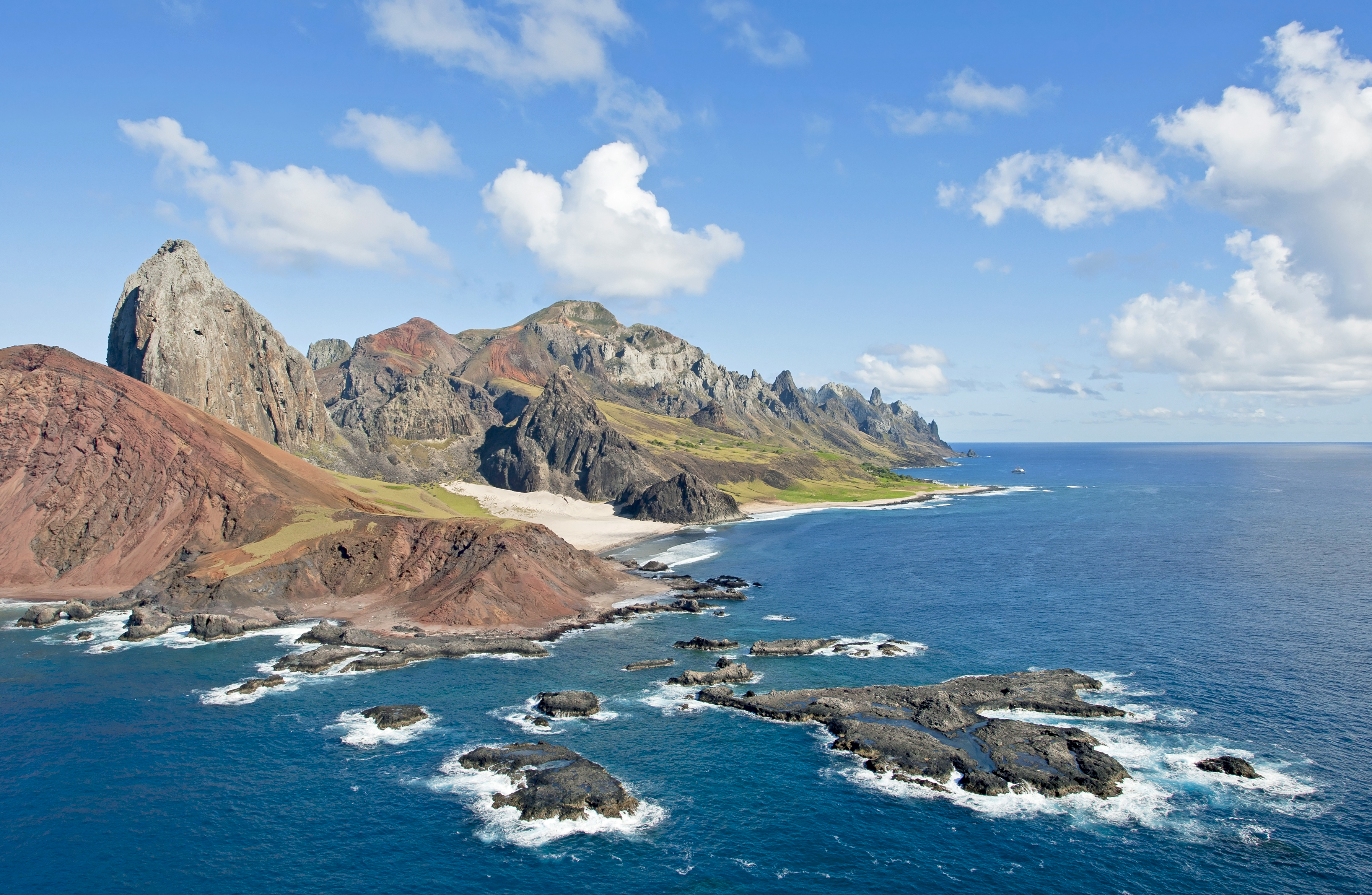
Trindade e Martim Vaz é um arquipélago vulcânico localizado no Atlântico Sul, cerca de 1200 quilômetros a leste de Vitória

A 1 140 quilômetros da costa, em pleno Oceano Atlântico, encontram-se a Ilha da Trindade (12,5 km²) e as Ilha de Martim Vaz, situadas a 30 quilômetros de Trindade. Essas ilhas estão sob a administração do Espírito Santo.
O estado possui um litoral mais recortado no centro-sul, e mais mar aberto no norte, o que faz a maior parte das ilhas se concentrarem na parte central do estado, porém o estado possui várias ilhas. Ao todo, são 73 ilhas localizadas na costa do estado, sendo 50 localizadas na capital Vitória.

### Ecologia

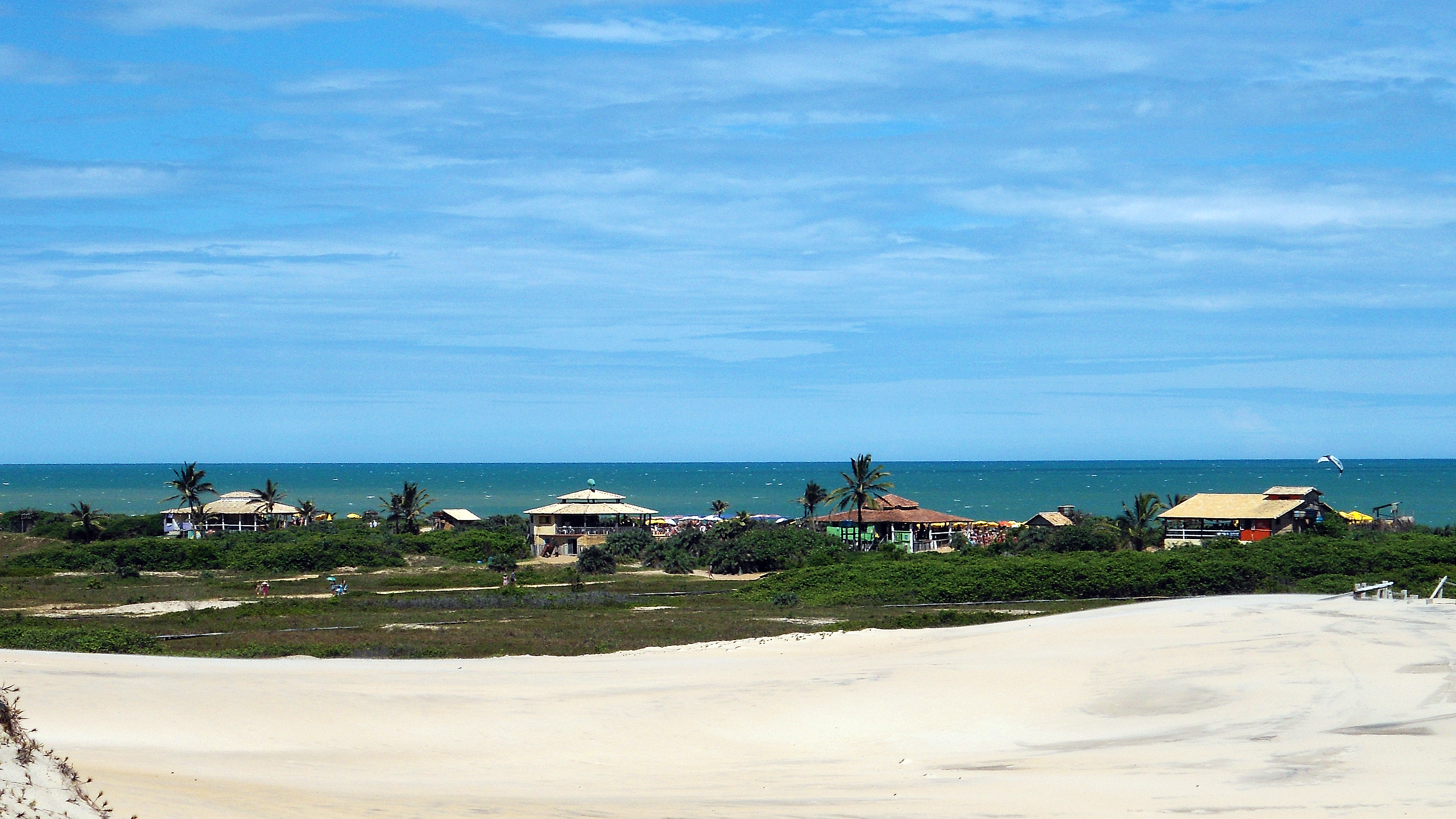
Parque Estadual de Itaúnas

No Espírito Santo, o Instituto Brasileiro do Meio Ambiente e dos Recursos Naturais Renováveis (IBAMA) administra dezessete unidades de conservação: dois parques nacionais, seis reservas biológicas, três reservas particulares do patrimônio natural, duas áreas de proteção ambiental, uma estação ecológica e três florestas nacionais.
O estado também é conhecido por possuir diversos locais que servem para armazenamento dos ovos de Tartarugas-marinhas (Cheloniidae). No estado, o TAMAR, um projeto conservacionista brasileiro dedicado à preservação de espécies de tartarugas-marinhas ameaçadas de extinção, mantém sete bases do projeto no estado: Itaúnas, Guriri, Pontal do Ipiranga, Povoação, Vila de Regência, Ilha da Trindade e Anchieta. Os trabalhos de monitoramento das praias realizados pelas equipes do TAMAR normalmente são realizados entre os meses de setembro e março, no fim do período reprodutivo. As tartarugas marinhas demoram até 20 anos para chegar à idade reprodutiva e de cada mil filhotes que nascem apenas um chega à fase adulta. Ou seja, das 100 mil tartarugas nascidas no último ano, daqui a vinte anos, provavelmente, estima-se que apenas 100 retornem para desovar.

## Demografia
Segundo o censo demográfico de 2010 realizado pelo IBGE, em 2010, o estado do Espírito Santo possuía 3 512 672 habitantes, sendo o décimo quarto estado mais populoso do Brasil, representando 1,8% da população brasileira. Segundo o mesmo censo, 1 729 670 habitantes eram homens e 1 783 002 habitantes eram mulheres. Ainda segundo o mesmo censo, 2 928 993 habitantes viviam na zona urbana e 583 679 na zona rural. Em dez anos, o estado registrou uma taxa de crescimento populacional de 13,59%.
Em relação ao ano de 1991, quando a população era de 2 598 231, esses números mostram uma taxa de crescimento anual de 2% ao ano, inferior a do Brasil como um todo (1,6%) para o mesmo período (1991-2000). Ainda segundo o censo demográfico de 2000, o Espírito Santo é o décimo quarto estado mais populoso do Brasil e concentra 1,82% da população brasileira. Do total da população do estado em 2000, 1 562 426 habitantes são mulheres e 1 534 806 habitantes são homens. Para 2006, a estimativa é de 3 464 285 habitantes.
Nos últimos anos, o crescimento da população urbana intensificou muito, ultrapassando o total da população rural. Segundo a estimativa de 2000, 67,78 dos habitantes viviam em cidades. Dois municípios capixabas mantêm o pomerano como segunda língua oficial (além do português): Vila Pavão e Santa Maria de Jetibá. Também foi aprovada em agosto de 2011 a PEC 11/2009, emenda constitucional que inclui no artigo 182 da Constituição Estadual a língua pomerana, junto com a língua alemã, como patrimônios culturais do Estado. A densidade demográfica no estado, que é uma divisão entre sua população e sua área, é de 76,23 habitantes por quilômetro quadrado, sendo a sétima segunda maior do Brasil e com uma densidade comparada à do país asiático Malásia. A distribuição da população estadual é desigual, apresentando maior concentração na região serrana, no interior. Nessa área, a densidade demográfica atinge a média de 50 hab./km² e a ultrapassa no extremo sudoeste. A Baixada Litorânea, faixa que acompanha o litoral, apresenta quase sempre densidades inferiores à média estadual. Apenas nas proximidades de Vitória observa-se uma pequena área com mais de 50 hab./km². A parte norte da baixada litorânea é a menos povoada do estado. Sete municípios Vila Velha, Cariacica, Cachoeiro de Itapemirim, Colatina, São Mateus e Linhares) concentram mais de 45% da população do Espírito Santo (1975).

Densidade demográfica do Espírito Santo.
0-25 hab/km²
25-50 hab/km²
50-100 hab/km²
100-150 hab/km²
150-200 hab/km²
200-300 hab/km²
300-400 hab/km²
400-500 hab/km²
> 500 hab/km²

O Índice de Desenvolvimento Humano (IDH) do estado, considerado como "elevado" pelo Programa das Nações Unidas para o Desenvolvimento (PNUD), é de 0,740, segundo dados do ano de 2010, sendo naquele período, o sétimo mais alto entre as unidades federativas do Brasil. Naquele ano, considerando apenas a educação, o índice era de 0,653, considerado "médio"; o índice de longevidade era de 0,835, considerado "muito alto" e o índice de renda era de 0,743, considerado como "alto". A renda per capita é de 20 231 reais. Entre 1991 e 2000, o estado registrou uma forte evolução tanto no seu IDH geral quanto na educação, longevidade e renda, critérios utilizados para calcular o índice. A educação foi o critério que mais evoluiu em nove anos, de 0,304 em 1991 para 0,491 em 2000, e em 2010 o valor passou a ser 0,653. Depois da educação, vem a longevidade, que em 1991 tinha um valor de 0,686, passando para 0,777 em 2000 e 0,835 em 2010. E, por último, vem a renda, o critério que menos evoluiu entre 1991, quando era de 0,619, e 2000, ano em que foi calculado como sendo de 0,687, avançando para o valor de 0,743 em 2010. Quanto ao IDH, que é uma média aritmética dos três subíndices, a evolução também foi significativa, passando de 0,505 em 1991 (considerado como "baixo" pela ONU) para 0,64 em 2000 (considerado "médio" pela ONU), e para 0,74 em 2010 (considerado "elevado" pela ONU).
Em 2010, o município com o maior IDH era a capital, Vitória, com um valor de 0,845, considerado como "muito elevado" pelo PNUD no período, posicionado na primeira posição entre os municípios capixabas naquele ano e na quarta posição entre todos os municípios do país, empatado com Balneário Camboriú (SC), e ficando atrás somente de São Caetano do Sul (SP), Águas de São Pedro (SP) e Florianópolis (SC). Já dentre as capitais estaduais do país, Vitória foi posicionada naquele período em segundo lugar, perdendo apenas para Florianópolis, Santa Catarina. Concomitantemente, o município com menor IDH foi Ibitirama, situado na Mesorregião do Sul Espírito-Santense, possuindo o índice no valor de 0,622, que possuindo todos os indicadores sociais abaixo da média estadual no período, estava posicionado na 78° e último lugar entre os municípios do estado e no 3 653° lugar entre todos os municípios brasileiros, com um IDHM considerado "médio" pelo PNUD. No ano 2000, o município capixaba mais bem avaliado de acordo com o IDH era mais uma vez a capital, Vitória, com o índice no valor de 0,759, considerado como "elevado" no período, estando ranqueado na sétima posição na época entre todos os municípios do Brasil, ficando atrás apenas de São Caetano do Sul (SP), Águas de São Pedro (SP), Santos (SP), Balneário Camboriú (SC), Niterói (RJ) e Florianópolis (SC). No mesmo período, o município com menor valor de IDH era Santa Leopoldina, situado na Mesorregião Central Espírito-Santense, com um índice de 0,468 no período, considerado como "baixo" à época. Já no ano de 1991, o município com melhor IDH do estado era igualmente a capital, Vitória, com um índice de 0,644, considerado como "médio" pela ONU e sendo posicionado na sexta posição entre todos os municípios do Brasil, ficando atrás somente de São Caetano do Sul (SP), Santos (SP), Florianópolis (SC), Niterói (RJ) e Porto Alegre (RS).
O coeficiente de Gini, que mede a desigualdade social, é de 0,50, sendo que 1,00 é o pior número e 0,00 é o melhor. A incidência da pobreza, medida pelo IBGE, é de 30,88%, o limite inferior da incidência de pobreza é de 29,04%, o superior é 32,73% e a subjetiva é 28,51%.

### Religião
Apesar de tradicionalmente o Catolicismo ser a religião mais professada no Espírito Santo, nas últimas décadas houve grande aumento no número de evangélicos. Segundo o Censo 2010, a Igreja Católica é a religião de 53,4% dos capixabas. Divide-se administrativamente em uma arquidiocese, a Arquidiocese de Vitória, e três dioceses sufragâneas: Cachoeiro de Itapemirim, Colatina e São Mateus. Na Igreja Católica, destaca-se o Convento da Penha, que é um dos principais monumentos históricos do estado e a Basílica de Santo Antônio.
| Religião no Espírito Santo | Religião no Espírito Santo | Religião no Espírito Santo | Religião no Espírito Santo | Religião no Espírito Santo |
| -------------------------- | -------------------------- | -------------------------- | -------------------------- | -------------------------- |
| Religião                   |                            |                            | Porcentagem                |                            |
| Catolicismo romano         | Catolicismo romano         |                            | 53,29%                     | 53,29%                     |
| Protestantismo             | Protestantismo             |                            | 33,12%                     | 33,12%                     |
| sem religião               | sem religião               |                            | 10,37%                     | 10,37%                     |
| Espiritismo                | Espiritismo                |                            | 1,04%                      | 1,04%                      |
| Testemunhas de Jeová       | Testemunhas de Jeová       |                            | 0,69%                      | 0,69%                      |
| Outros                     | Outros                     |                            | 1,49%                      | 1,49%                      |

Ainda segundo o Censo IBGE 2010, as Igrejas evangélicas são seguidas por 33,1% dos capixabas, o que faz do Espírito Santo o estado mais evangélico do Brasil. São muitas as igrejas evangélicas, sendo a maior a Assembleia de Deus em suas várias ramificações, seguida da Igreja Cristã Maranata, fundada no estado em 1968 e da multifacetada Igreja Batista e da Igreja Universal do Reino de Deus. É possível encontrar também praticantes de religiões de origem africana, além de espíritas e outros. O luteranismo também está presente em todo o estado, mas é nas regiões serranas, onde há maior quantidade de descendentes de alemães e pomeranos, que sua presença é mais forte.
É no Espírito Santo que se encontra o Mosteiro Zen Morro da Vargem, primeiro da América Latina, localizado em Ibiraçu e aberto a visitação, no estado também foram construídos o Convento da Penha, 1º convento do Brasil em 1555, e a primeira igreja luterana da América Latina.
De acordo com dados do censo de 2010 realizado pelo Instituto Brasileiro de Geografia e Estatística (IBGE), a população do Espírito Santo está composta por: católicos (53,4%), evangélicos (33,1%), pessoas sem religião (9,61%), espíritas (0,72%), budistas (0,02%), muçulmanos (0,00%), umbandistas (0,14%) e judeus (0,01%).

### Composição étnica, migração e povos indígenas
A população do Espírito Santo é composta basicamente por caucasianos, mestiços, afro-brasileiros e povos indígenas. No Brasil colonial, os portugueses foram os primeiros a iniciar o povoamento no território capixaba. O Espírito Santo foi povoado por demais imigrantes (italianos, alemães, espanhóis, suíços, austríacos, neerlandeses e poloneses).

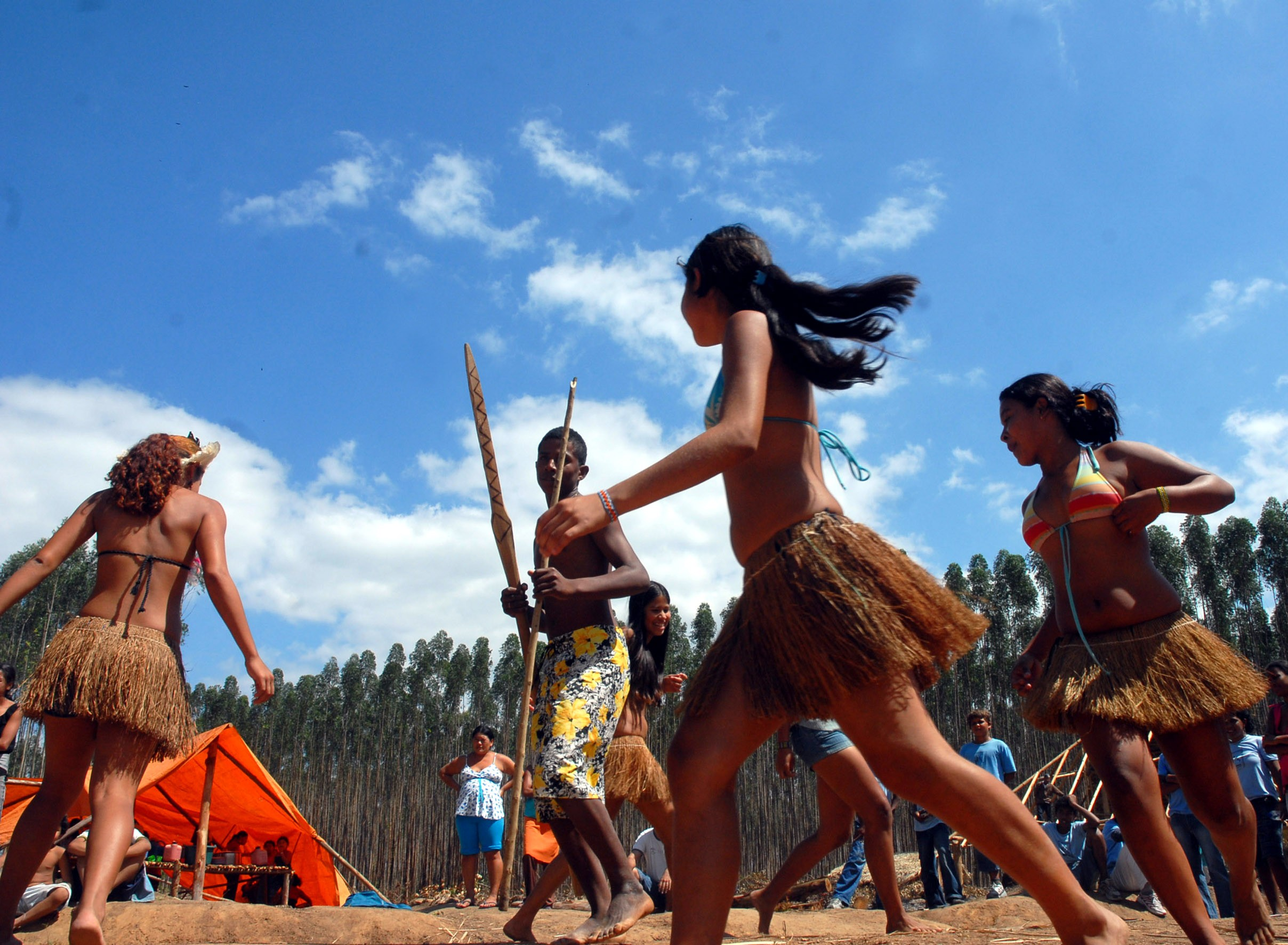
Jovens tupiniquins dançam, festejando a demarcação de suas terras, em 2007 (Valter Campanato/ABr).

Existem muitos migrantes que vão do campo para as regiões mais urbanizadas ou para demais estados, especialmente Rio de Janeiro e São Paulo. No século XIX, afluíram muitos colonos alóctones, suíços, italianos, alemães e de outras origens, de tal modo que a colônia de Santa Leopoldina e Santa Isabel compunham uma mistura de nacionalidades.
Hoje residem no Espírito Santo, segundo o IBGE, pouco mais de 10 mil indígenas, que se distribuem em quatro grupos, que abrangem área de 112 925,67 hectares de extensão. Desses, merece destaque o mais extenso, a reserva indígena Tupiniquim, localizada no município de Aracruz.
Segundo pesquisa de autodeclaração do censo de 2010, 42,06% dos capixabas se declararam brancos, 48,71% pardos, 8,32% pretos, 0,63% amarelos e 0,27% indígenas, além dos não declarados (0,00%). 99,89% foram brasileiros (99,85% natos e 0,05% naturalizados) e 0,11% estrangeiros. Dentre os brasileiros, 92,79% naturais do Sudeste (80,98% do próprio estado) e 6,64% em demais regiões, sendo 0,40% do Sul, 5,62% do Nordeste, 0,28% do Centro-Oeste e 0,34% do Norte. Várias pessoas migram de outros estados brasileiros para o Espírito Santo à procura de emprego ou melhores condições de vida. Entre os estados, Minas Gerais possuía o maior percentual de residentes (8,16%), seguido por Bahia (4,42%), Rio de Janeiro (2,80), São Paulo (0,85), Ceará (0,26) e Pernambuco (0,25).

### Criminalidade
O Espírito Santo enfrentou elevados índices de violência letal nas décadas de 1990 e 2000. Em 2009, o estado registrou uma taxa de 66,3 homicídios por 100 mil habitantes, a segunda maior do Brasil naquele ano, conforme o Mapa da Violência 2012. Estudos apontam que fatores como a presença de organizações criminosas, expansão do tráfico de drogas e deficiências em políticas públicas urbanas contribuíram para esse cenário.
Em resposta, o governo estadual implementou, em 2011, o programa Estado Presente em Defesa da Vida, integrando ações de repressão policial e prevenção social com base em dados estatísticos e georreferenciamento dos crimes. Como resultado, o estado alcançou uma expressiva redução da violência letal: em 2023, foram registrados 978 homicídios, o menor número desde 1996, representando uma queda de 2,9% em relação a 2022.
Apesar dos avanços na Região Metropolitana da Grande Vitória, observou-se uma interiorização da violência. Em 2023, a Região Norte do estado registrou um aumento de 13,1% nos homicídios dolosos em comparação com 2022, destacando-se municípios como Linhares, Sooretama e Pedro Canário. Esse fenômeno é atribuído à expansão de facções criminosas e ao aumento de crimes patrimoniais em áreas rurais.
A região do Porto de Vitória tem sido utilizada por organizações criminosas para o tráfico internacional de drogas. Em novembro de 2023, a Polícia Federal do Brasil e a Receita Federal realizaram uma operação conjunta para inspecionar um navio suspeito de transportar entorpecentes para a Europa. Para reforçar a segurança, foi inaugurado um Centro Integrado de Fiscalização com tecnologias de escaneamento e inteligência artificial.
O Espírito Santo apresenta índices elevados de letalidade policial. Em 2023, foram registradas 59 mortes em confrontos entre criminosos e forças policiais, além de 5 homicídios dolosos praticados por agentes do Estado. O Conselho Nacional dos Direitos Humanos recomendou a revisão dos protocolos de abordagem e maior controle externo das atividades policiais.
Desde 2020, o Instituto Jones dos Santos Neves disponibiliza o Painel de Indicadores da Violência no Espírito Santo, com dados atualizados sobre crimes letais, apreensões, prisões e violência doméstica em todos os municípios do estado.

## Governo e política
|                                           |  |                                          |
| Palácio Anchieta, sede do poder executivo |  | Assembleia Legislativa do Espírito Santo |

O estado do Espírito Santo é governado por três poderes, o executivo, representado pelo governador, o legislativo, representado pela Assembleia Legislativa do Estado do Espírito Santo, e o judiciário, representado pelo Tribunal de Justiça do Estado do Espírito Santo e outros tribunais e juízes. Também é permitida a participação popular nas decisões do governo através de referendos e plebiscitos.
A atual constituição do estado do Espírito Santo foi promulgada em 1989, acrescida das alterações resultantes de posteriores emendas constitucionais.
O Poder Executivo capixaba está centralizado no governador do estado, que é eleito em sufrágio universal e voto direto e secreto, pela população para mandatos de até quatro anos de duração, e podem ser reeleitos para mais um mandato. Sua sede é o Palácio Anchieta, que desde o século XVIII é a sede do governo capixaba. A residência oficial do governador fica na Praia da Costa, localizada no município de Vila Velha.
O Poder Legislativo do Espírito Santo é unicameral, constituído pela Assembleia Legislativa do Estado do Espírito Santo, localizado na Enseada do Suá. Ela é constituída por 30 deputados, que são eleitos a cada 4 anos. No Congresso Nacional, a representação capixaba é de 3 senadores e 10 deputados federais. A maior corte do Poder Judiciário capixaba é o Tribunal de Justiça do Estado do Espírito Santo, localizado na Enseada do Suá. Compõem o poder judiciário os desembargadores e os juízes de direito.
O Espírito Santo está dividido politicamente em 78 municípios. O mais populoso deles é Serra, com 536 765 habitantes, segundo dados de 2021 do IBGE. Sua região metropolitana possui aproximadamente 1,7 milhão de habitantes.

## Subdivisões

Divisão das regiões intermediárias em vermelho e imediatas em cinza.

Uma região geográfica intermediária é uma subdivisão dos estados brasileiros que congrega diversos municípios de uma área geográfica com similaridades econômicas e sociais. Foi criada pelo IBGE e é utilizada para fins estatísticos e não constitui, portanto, uma entidade política ou administrativa. As regiões geográficas intermediárias foram apresentadas em 2017, com a atualização da divisão regional do Brasil, e correspondem a uma revisão das antigas mesorregiões, que estavam em vigor desde a divisão de 1989. As regiões geográficas imediatas, por sua vez, substituíram as microrregiões. Oficialmente, as quatro regiões geográficas intermediarias do estado são: Região Geográfica Intermediária de Vitória; Região Geográfica Intermediária de São Mateus; Região Geográfica Intermediária de Colatina e Região Geográfica Intermediária de Cachoeiro de Itapemirim.
Além da região geográfica intermediária, existe a região geográfica imediata, que foram instituídas em 2017 para a atualização da divisão regional brasileira e correspondem a uma revisão das antigas microrregiões. O Espírito Santo é dividido em oito regiões geográficas imediatas. São elas: Vitória, Afonso Cláudio-Venda Nova do Imigrante-Santa Maria de Jetibá, São Mateus, Linhares, Colatina, Nova Venécia, Cachoeiro de Itapemirim, Alegre.
Por último, existem os municípios (as menores unidades autônomas da federação), que são circunscrições territoriais dotadas de personalidade jurídica e com certa autonomia administrativa. Em geral, o Espírito Santo está dividido em 78 municípios, sendo a vigésima unidade de federação com o maior número de municípios e a quarta e última do Sudeste (atrás de Minas Gerais, São Paulo e Rio de Janeiro).
Durante a década de 2000, por sucessivas leis estaduais, foram criadas e alteradas regiões de gestão e planejamento, estabelecidas com o objetivo de centralizar a atividades das secretarias estaduais. Seus limites nem sempre coincidem com os das mesorregiões e microrregiões do Espírito Santo. As onze regiões administrativas do estado são: Metropolitana (Grande Vitória), Polo Linhares, Litoral Sul, Polo Afonso Cláudio (Sudoeste Serrana), Litoral Norte, Extremo Norte, Polo Colatina, Noroeste 1, Noroeste 2, Polo Cachoeiro de Itapemirim, Caparaó (Microrregião de Alegre).

## Economia

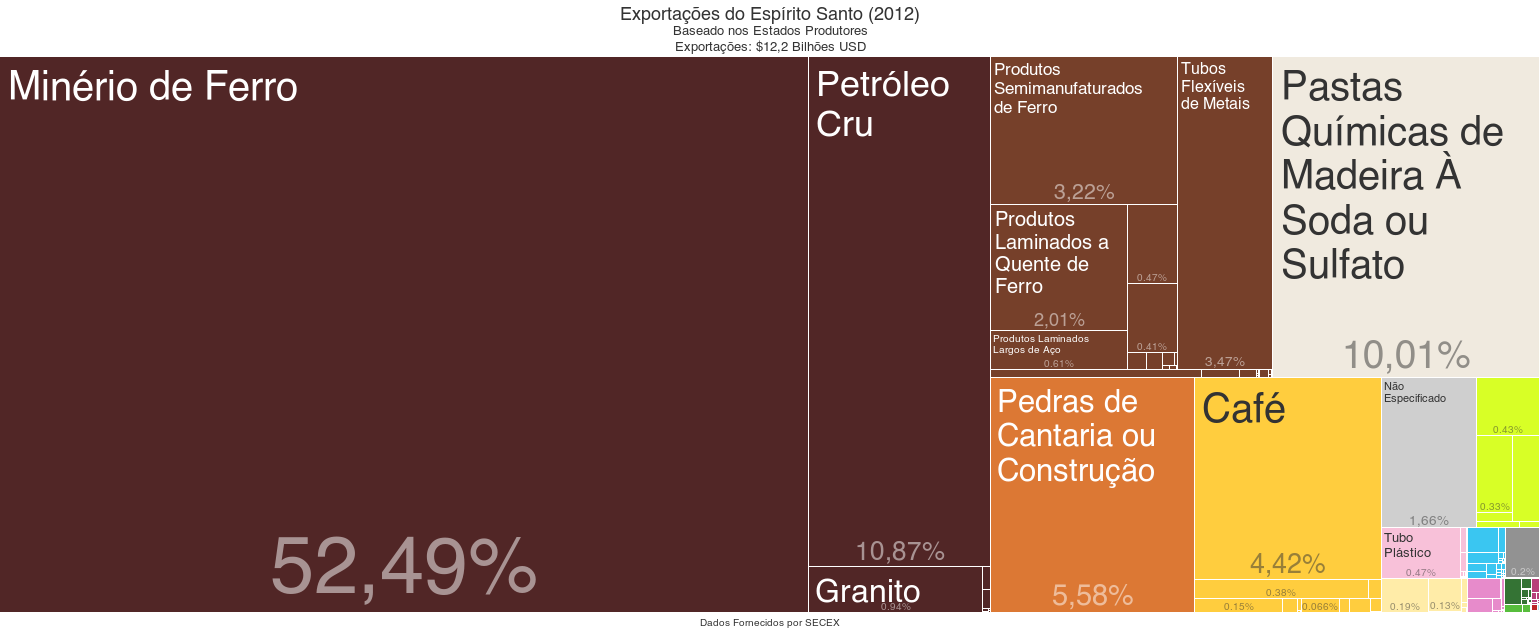
Exportações do Espírito Santo - (2012)

Na economia do Espírito Santo, têm destaque a agricultura, a pecuária e a mineração. Na produção agrícola, destacam-se a cana-de-açúcar (2,5 milhões de toneladas), a laranja (175 milhões de frutos), o coco-da-baía (148 milhões de frutos) e o café (1 milhão de toneladas). O total de galináceos no estado é de aproximadamente 9,2 milhões de aves, e o de gado bovino ultrapassa 1,8 milhão de cabeças. Há reservas importantes de granito e uma incipiente extração de gás natural e petróleo. Areias e mármores também são importantes produtos do extrativismo capixaba. Embora relativamente pequeno, o parque industrial do Espírito Santo abriga indústrias químicas, metalúrgicas, alimentícias e de papel e celulose. Em 2012, a pauta de exportação do Espírito Santo se baseou em minério de ferro (52,49%), petróleo cru (10,87%), pastas químicas de madeira à soda ou sulfato (10,01%), pedras de cantaria ou construção (5,58%) e café (4,42%).
O Espírito Santo é sede de importantes cooperativas agropecuárias, entre as quais se destacam: a Capil, de Itarana; a Ceaq, de São Domingos do Norte; a Cooaprucol de Colatina; a Coop-Forgrande, de Castelo; a Cocaes, de Brejetuba; a Cavil, de Bom Jesus do Norte; e a Coopeves, de Vila Velha. A atividade turística do estado concentra-se no litoral, onde há belas praias, como a de Itaúnas e a de Guarapari. O pico da Bandeira, terceiro mais alto do país, é outro destino turístico bastante procurado. Ultimamente, tem ganhado destaque um novo tipo de turismo: o gastronômico, em que se aprecia a típica culinária capixaba, herdeira de diversas culturas. O sistema rodoviário se organiza a partir da BR-101, que corta o Espírito Santo de norte a sul, margeando o litoral. O estado possui 30,1 mil quilômetros de estradas de rodagem, mas apenas 10% são pavimentados.

### Setores

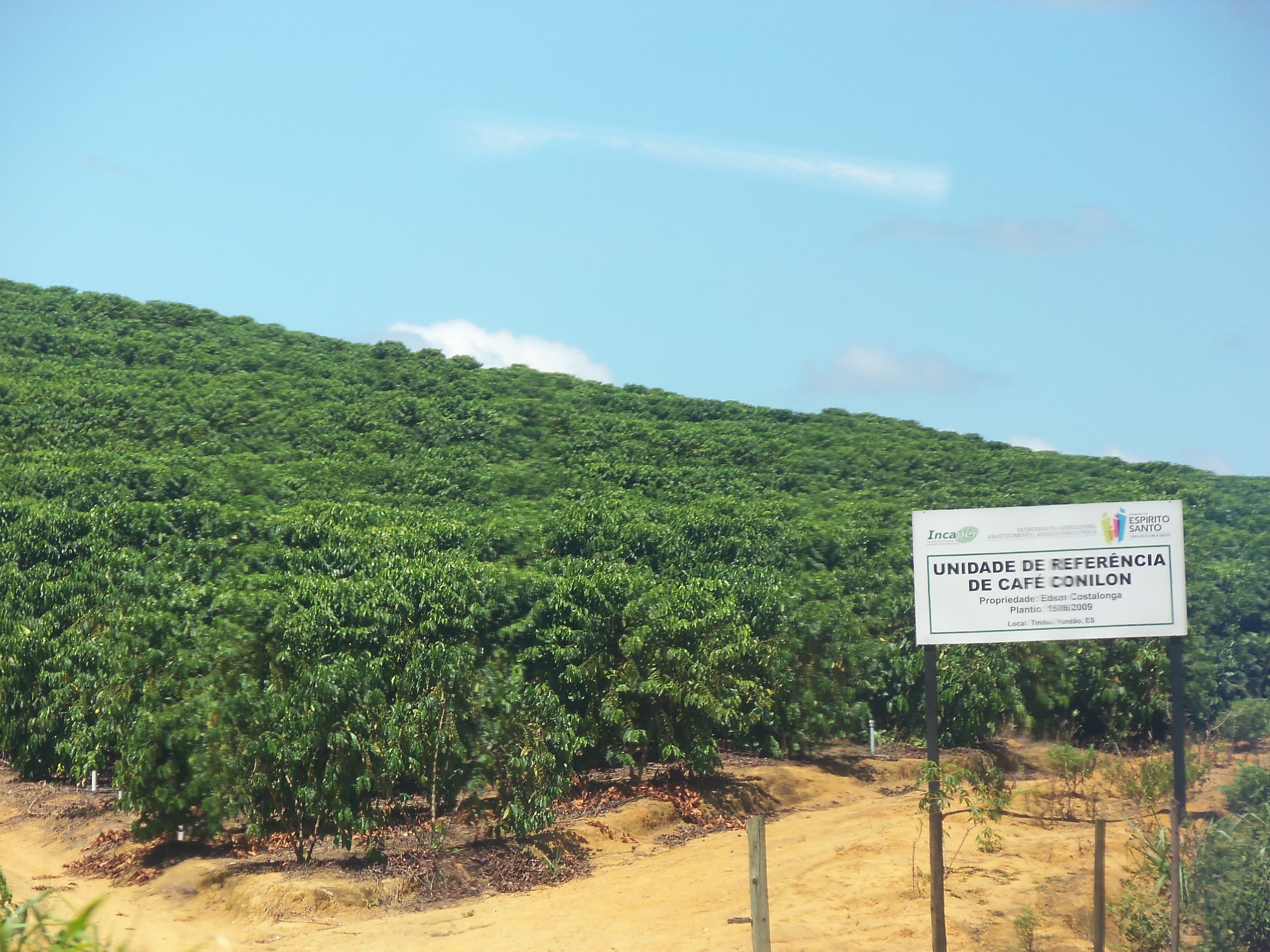
Unidade de referência de café conilon em Timbuí

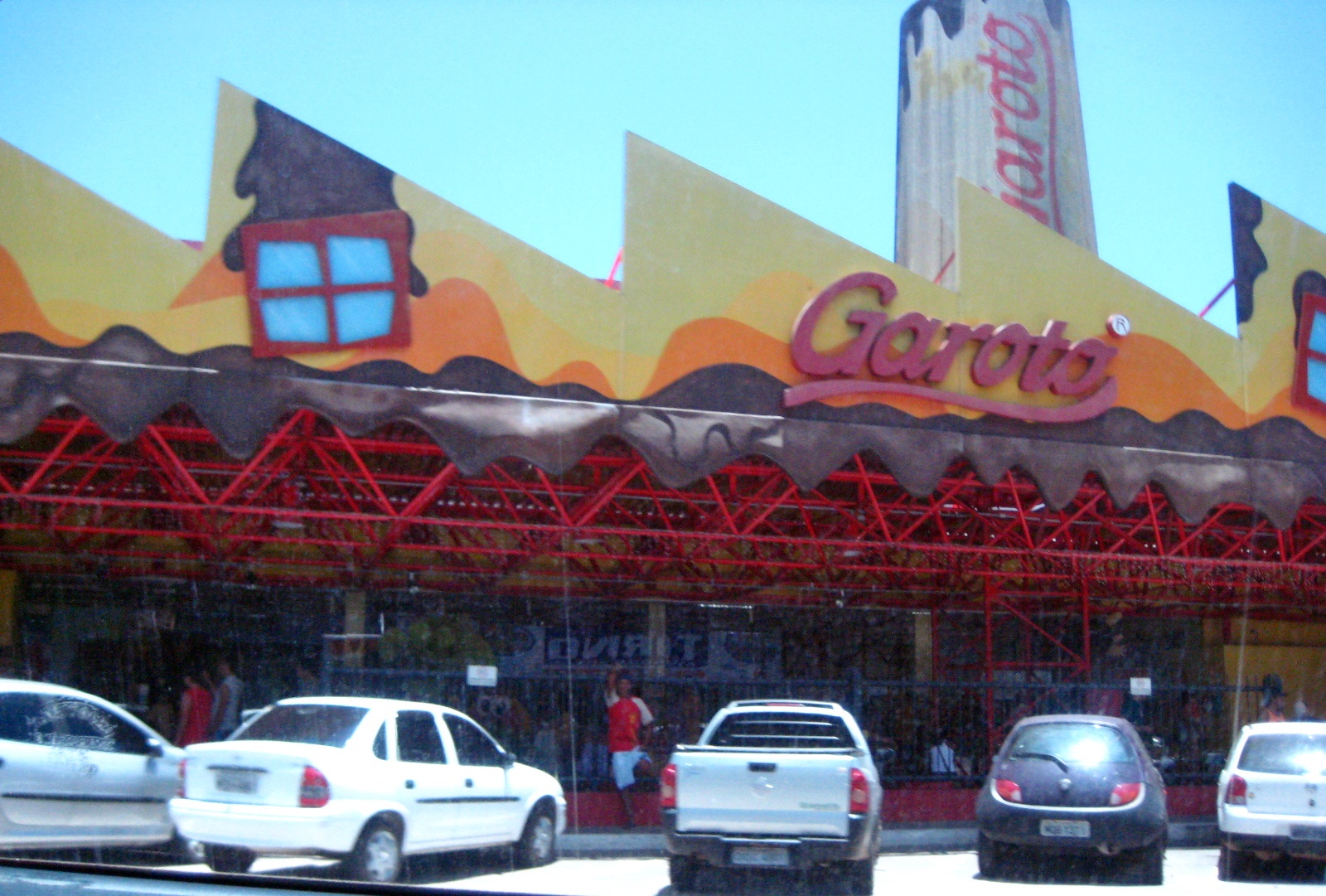
Fábrica da Garoto em Vila Velha

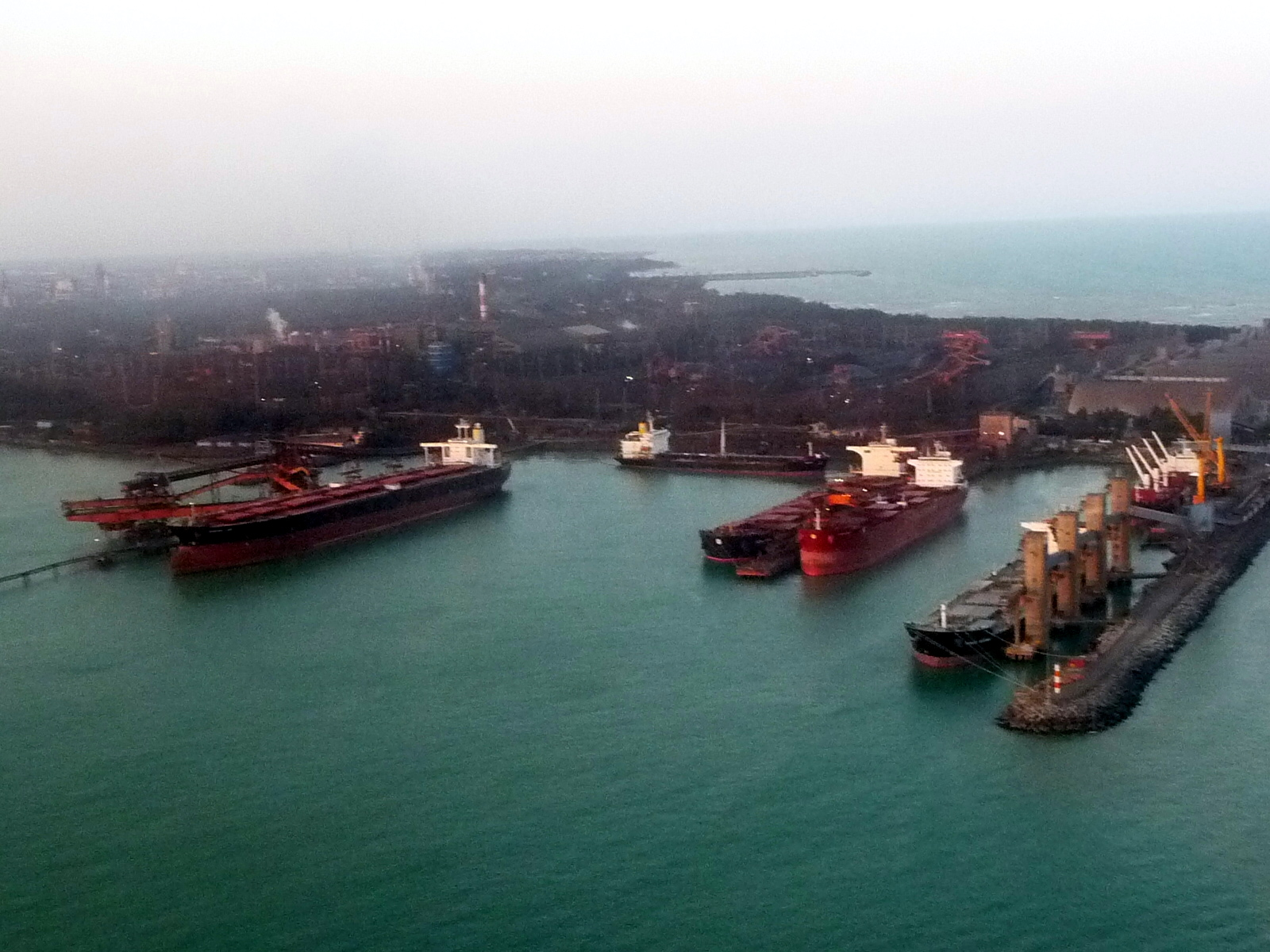
Porto de Tubarão, no Município de Vitória.

O produto agrícola tradicional do estado é o café, cultura que orientou a ocupação de praticamente todo o território capixaba. Após uma fase de decadência no estado, o café recuperou uma posição de relativo destaque nacional, ocupando a segunda colocação na produção de acordo com a Companhia Nacional de Abastecimento (Conab), com um volume de produção que varia entre 11,58 e 13,33 milhões de sacas em 2017. Seguem-se a ele, em ordem de importância, as culturas de milho, banana, mandioca, feijão, arroz e cacau.
A criação de bovinos serviu-se de solos virgens no norte do estado, em terrenos desmatados. Nessa área cria-se e engorda-se gado de corte, e ali desenvolveu-se a indústria frigorífica, cuja carne é enviada principalmente para o Rio de Janeiro, além de abastecer a região de Vitória. No sul pratica-se muito a pecuária leiteira, e o leite é comercializado, por meio de cooperativas, nos mercados do Rio de Janeiro e Vitória. De desenvolvimento mais recente são a silvicultura e a fruticultura, com aproveitamento para conservas de frutas e para a produção de celulose, destacando-se nessa última atividade alguns projetos de reflorestamento, que poderão compensar em parte o desmatamento avassalador sofrido pelo estado.
O subsolo do estado é rico em minerais, inclusive petróleo. Há consideráveis reservas de calcário, mármore, manganês, ilmenita, bauxita, zircônio, monazitas e terras raras, embora nem todas em exploração. No extrativismo mineral, destaca-se a exploração, na área de Cachoeiro de Itapemirim, de reservas de mármores, calcário e dolomita.
O Espírito Santo tinha em 2018 um PIB industrial de R$ 37,6 bilhões, equivalente a 2,9% da indústria nacional. Emprega 175 104 trabalhadores na indústria. Os principais setores industriais são: Extração de petróleo e gás natural (24,5%), Extração de minerais metálicos (13,9%), Construção (11,4%), Metalurgia (10,8%) e Serviços industriais de utilidade pública, como Energia elétrica e água (7,5%). Estes 5 setores concentram 68,1% da indústria do estado.
Nos centros urbanos da capital e de Cachoeiro de Itapemirim concentram-se praticamente todas as principais unidades da indústria de transformação capixaba. Na grande Vitória localizam-se as indústrias siderúrgicas: Companhia Ferro e Aço de Vitória, usina de pelotização de minério de ferro da Companhia Vale do Rio Doce; madeireira, têxtil, de louças, de café solúvel, de chocolates e frigorífica. No vale do rio Itapemirim, desenvolvem-se indústrias de cimento, de açúcar e álcool e de conservas de frutas.
As 10 maiores empresas industriais do Espírito Santo são a Companhia Vale do Rio Doce, ArcelorMittal, Samarco Mineração, Aracruz Celulose, Fertilizantes Heringer, ArcelorMittal Brasil, Escelsa, Garoto (a maior fábrica de chocolates da América Latina e a mais importante empresa industrial de alimentos do estado) e Sol Coqueria.
É deficitário o comércio do estado com as demais unidades federativas do Brasil. O valor da exportação por cabotagem, em junho de 2010, foi da ordem de US$ 1 075 429 e o da importação de US$ 642 997. Quanto ao seu comércio exterior, devido à exportação de minério, a situação é completamente inversa do comércio por cabotagem. O valor total da exportação para o exterior, em 2009, foi de US$ 6 510 241 e a da importação, de US$ 5 484 252.
O setor terciário é pouco desenvolvido em todo o Estado. No entanto, a atividade comercial adquire certa importância com as exportações de minério de ferro proveniente de Minas Gerais, através da Estrada de Ferro Vitória a Minas e é embarcado nos portos de Atalaia e ponta do Tubarão. Por outro lado, a ligação de Cachoeiro de Itapemirim à cidade do Rio de Janeiro, por rodovia pavimentada, permitiu a incorporação da região à bacia leiteira fluminense e facilitou a exportação de produtos agrícolas, como café, milho, mandioca, arroz e hortigranjeiros.

### Petróleo

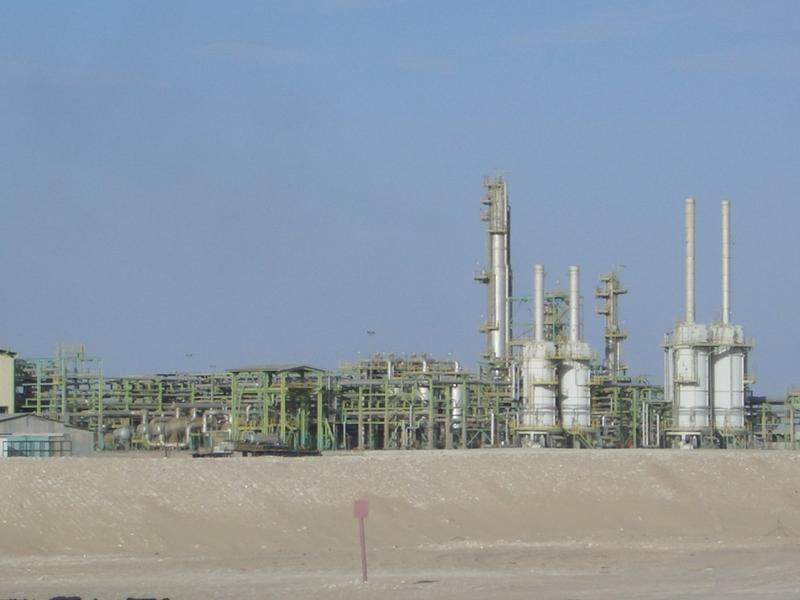
Instalação petrolífera

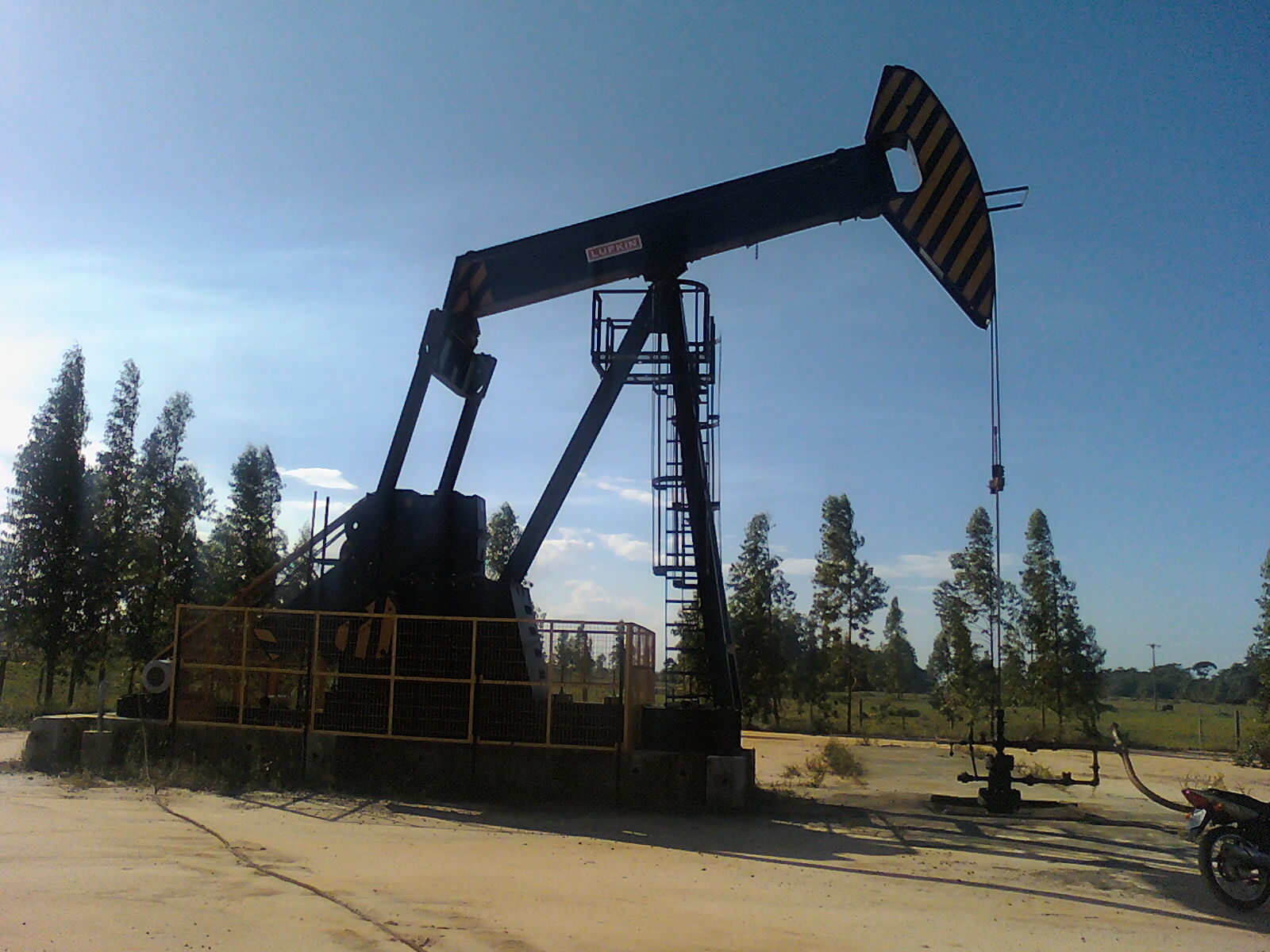
Extração em São Mateus

Nos últimos anos, o Espírito Santo vem se destacando na produção de petróleo e gás natural. Com várias descobertas realizadas, principalmente pela Petrobras, o Estado saiu da quinta posição no ranking brasileiro de reservas, em 2002, para se tornar a segunda maior província petrolífera do País, com reservas totais de 2,5 bilhões de barris. São cerca de 140 mil barris diários. Os campos petrolíferos se localizam tanto em terra quanto em mar, em águas rasas, profundas e ultraprofundas, contendo óleo leve e pesado e gás não associado.
Dentre os destaques da produção está o campo de Golfinho, localizado a norte do estado, com reserva de 450 milhões de barris de óleo leve, considerado o mais nobre. O primeiro módulo de produção do local já está em operação, com o FPSO Capixaba, e o segundo deve iniciar a operação até o final deste ano, com o FPSO Cidade de Vitória.
Há ainda os campos de Jubarte, Cachalote, Baleia Franca, Baleia Azul, Baleia Anã, Caxaréu, Mangangá e Pirambu, que fazem parte do denominado Parque das Baleias, no Sul, que somam uma reserva de 1,5 bilhão de barris. O Espírito Santo é atualmente responsável por 40% das notificações de petróleo e gás natural brasileiras, conforme levantamento da Agência Nacional do Petróleo, Gás Natural e Biocombustível (ANP) desde sua criação, em janeiro de 1998.
A indústria de petróleo no Espírito Santo possibilita o pagamento de royalties relacionados à exploração de petróleo e gás natural aos municípios nos quais estão localizados os campos produtores e as instalações das empresas. Para beneficiar os 68 municípios capixabas que não recebem royalties petrolíferos, o Governo do Estado criou o Fundo para Redução das Desigualdades Regionais, o primeiro projeto desta natureza aprovado no país. Os recursos são provenientes do repasse de 30% dos royalties creditados no cofre público estadual. Em vigor desde junho de 2006, a distribuição do dinheiro do fundo leva em consideração a população, o percentual de repasses do ICMS e a condição de não ser grande recebedor de royalties. As cidades que têm participação acima de 10% no ICMS e mais de 2% dos royalties não têm acesso aos recursos do Fundo.

## Infraestrutura

### Educação

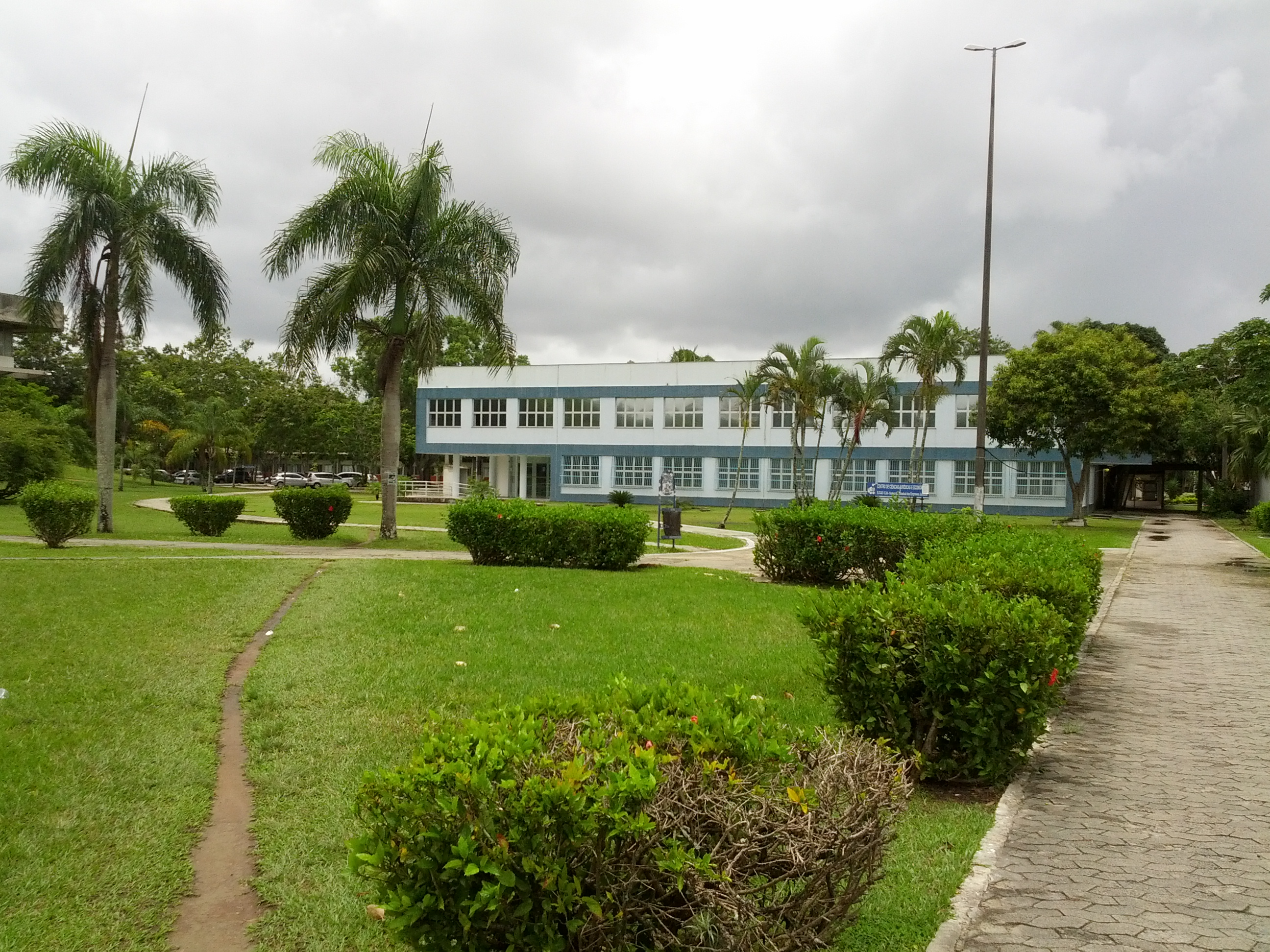
Prédio do Programa de Pós-Graduação em Física (PPGFIS) da Universidade Federal do Espírito Santo

O Estado dispunha em 2008 de uma rede de 2733 escolas de ensino fundamental, das quais 482 estaduais, 1986 municipais, 1157 particulares e 6 federais. O corpo docente era constituído de 29282 professores, sendo que 6777 trabalhavam nas escolas públicas estaduais, 18146 nas escolas públicas municipais e 4359 nas escolas particulares. Estudavam nestas escolas 553 396 alunos, dos quais 491 342 nas escolas públicas e 62054 nas escolas particulares. O ensino médio foi ministrado em 438 estabelecimentos, com a matrícula de 139984 alunos. Destes, 119478 estavam nas escolas públicas e 20506 nas particulares. Quanto ao ensino superior, em 2008, o estado possuía 91 estabelecimentos, com 6490 professores e 89 610 discentes.
Em 2004 a taxa de analfabetismo no estado era de 9,5%, uma das mais baixas do Brasil. Da população, 21,0% dos capixabas são analfabetos funcionais. O Espírito Santo é a 12ª melhor educação do Brasil, com um Índice de Desenvolvimento Humano de 0,887.
As principais universidades do Espírito Santo são a Escola Agrotécnica Federal de Alegre, o Instituto Federal do Espírito Santo e a Universidade Federal do Espírito Santo.

### Saúde
Em 2005, existiam, no Estado, 1.755 estabelecimentos hospitalares, com 7.684 leitos e 378 médicos, 35 enfermeiros diplomados e 210 auxiliares de enfermagem. Em 2010, dos 1.755 hospitais existentes, 125 eram de adultos e crianças, 88 eram exclusivamente de crianças, sendo 98 gerais e 22 especializados. Em 2005, da população, 84,4% dos capixabas tinham acesso à rede de água, enquanto 75,7% se beneficiam da rede de esgoto sanitário.

### Energia
Atualmente a situação energética do Estado do Espírito Santo é de confiabilidade, por se conectar ao Sistema Interligado Sul/Sudeste/Centro-oeste através de um anel de transmissão. O estado produz 33% de suas necessidades, importando, consequentemente, 67% da energia requerida de FURNAS Centrais Elétricas S.A. As concessionárias de distribuição de energia elétrica operando no Espírito Santo são a Espírito Santo Centrais Elétricas S/A (Escelsa), atualmente uma empresa do grupo EDP, e Empresa Luz e Força Santa Maria (ELFSM).
Com seu franco desenvolvimento, expansão e a crescente demanda por fontes energéticas que sustentem de maneira consistente este processo, o Espírito Santo vem utilizando como principal energia alternativa a energia eólica. O processo consiste na conversão do vento em energia elétrica através de aerogeradores - gigantes turbinas em forma de cata-vento colocadas em pontos estratégicos onde a ação do vento é intensa.

### Comunicações
Os principais jornais diários editados em Vitória são a Gazeta, o mais antigo e de instalações mais modernas; o Diário, Diário Oficial do Estado e A Tribuna. Em Cachoeiro de Itapemirim, circula o Correio do Sul; em Colatina, a Folha do Norte. As principais emissoras de radiodifusão da capital são a Rádio Espírito Santo, que emite em ondas médias, tropicais e de frequência modulada, a Jovem Pan News Vitória e a Rádio Capixaba, ambas em ondas médias e curtas. Os municípios de Cariacica, Colatina, Mimoso do Sul e Santa Teresa também possuem emissoras de rádio. Na capital, funcionam a TVE Espírito Santo, a TV Gazeta, a TV Vitória, a TV Tribuna, a TV Capixaba e a RedeTV! ES. Há torres repetidoras de emissoras do Rio de Janeiro.

### Transportes

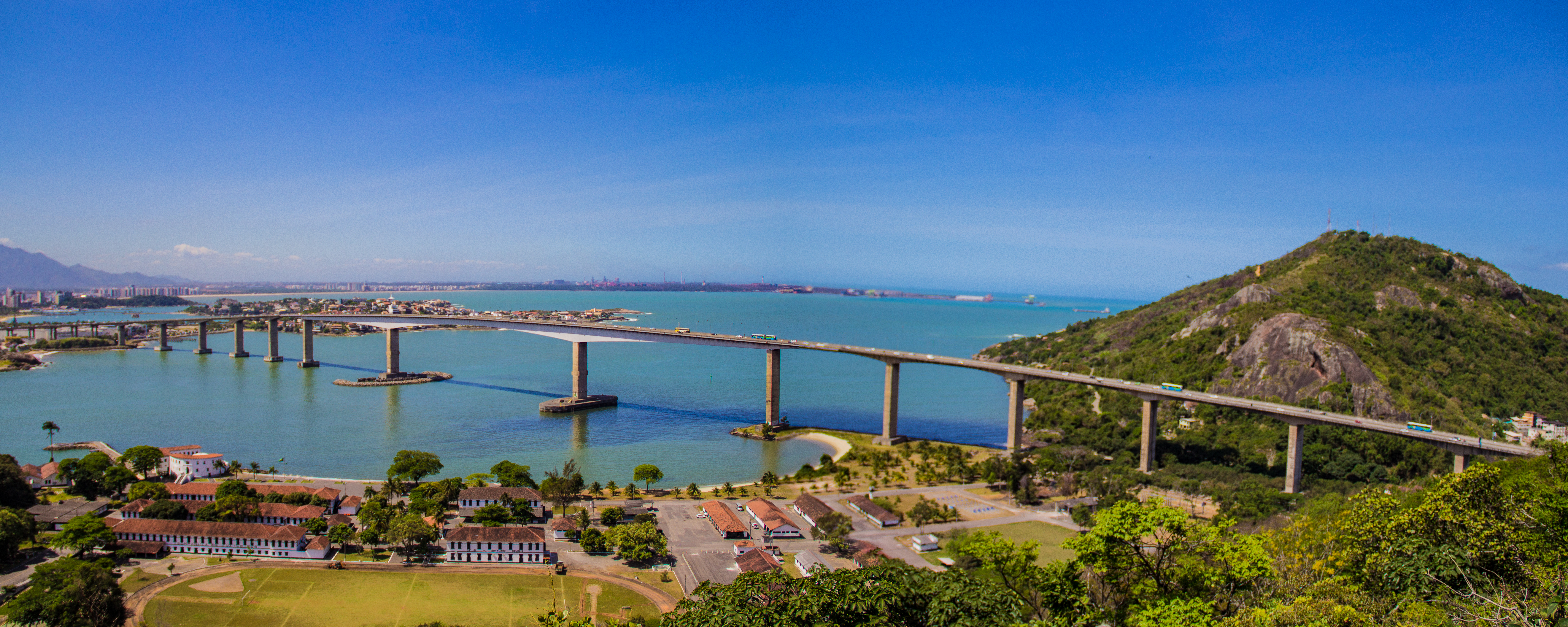
Terceira Ponte, ligação entre Vitória e Vila Velha

No estado existe apenas um aeroporto administrado pela Infraero, o Aeroporto Eurico de Aguiar Salles (Vitória), além dos aeroportos como o de Baixo Guandu/Aimorés, o de Cachoeiro de Itapemirim, o de Guarapari, o de Linhares e o Tancredo de Almeida Neves (São Mateus), que são de responsabilidade das suas respectivas administrações municipais.
A Estrada de Ferro Vitória a Minas escoa minério de ferro de Itabira (MG) até o porto de Tubarão, e volta com carvão para siderurgia. Também faz transporte de passageiros e carga geral no vale do rio Doce. A Ferrovia Centro-Atlântica serve ao sul do estado e comunica Vitória com o estado do Rio de Janeiro. As principais rodovias são a BR-101, que corta o estado de norte a sul, pelo litoral, e a BR-262, que liga Vitória a Belo Horizonte (MG) e ao extremo oeste do país. Outras rodovias importantes são a BR-482, que atravessa Alegre e Jerônimo Monteiro e entronca com a BR-101 no distrito de Safra; a BR-342, que liga Ecoporanga a Nova Venécia, no norte do estado; e a BR-381, que liga o município de São Mateus ao município de São Paulo, passando por Nova Venécia e Barra de São Francisco. O estado possui dois portos, ambos na capital: o cais comercial de Vitória e o porto de exportação de minério de ferro de Tubarão.

### Segurança pública
As principais unidades das Forças Armadas com sede no Espírito Santo são: no Exército Brasileiro, o Espírito Santo integra a 1ª Região Militar (juntamente com o estado do Rio de Janeiro) destacando aí o 38º Batalhão de Infantaria; na Marinha do Brasil, o Espírito Santo faz parte do 1º Distrito Naval (com sede no Rio de Janeiro), destacando-se no Estado a Escola de Aprendizes-Marinheiros; e na Força Aérea Brasileira, o Espírito Santo integra o III Comando Aéreo Regional, com sede na cidade do Rio de Janeiro, destacando-se o Estado como parte integrante do Cindacta I, que forma o quadrilátero com as cidades do Rio de Janeiro, São Paulo, Belo Horizonte e Brasília.

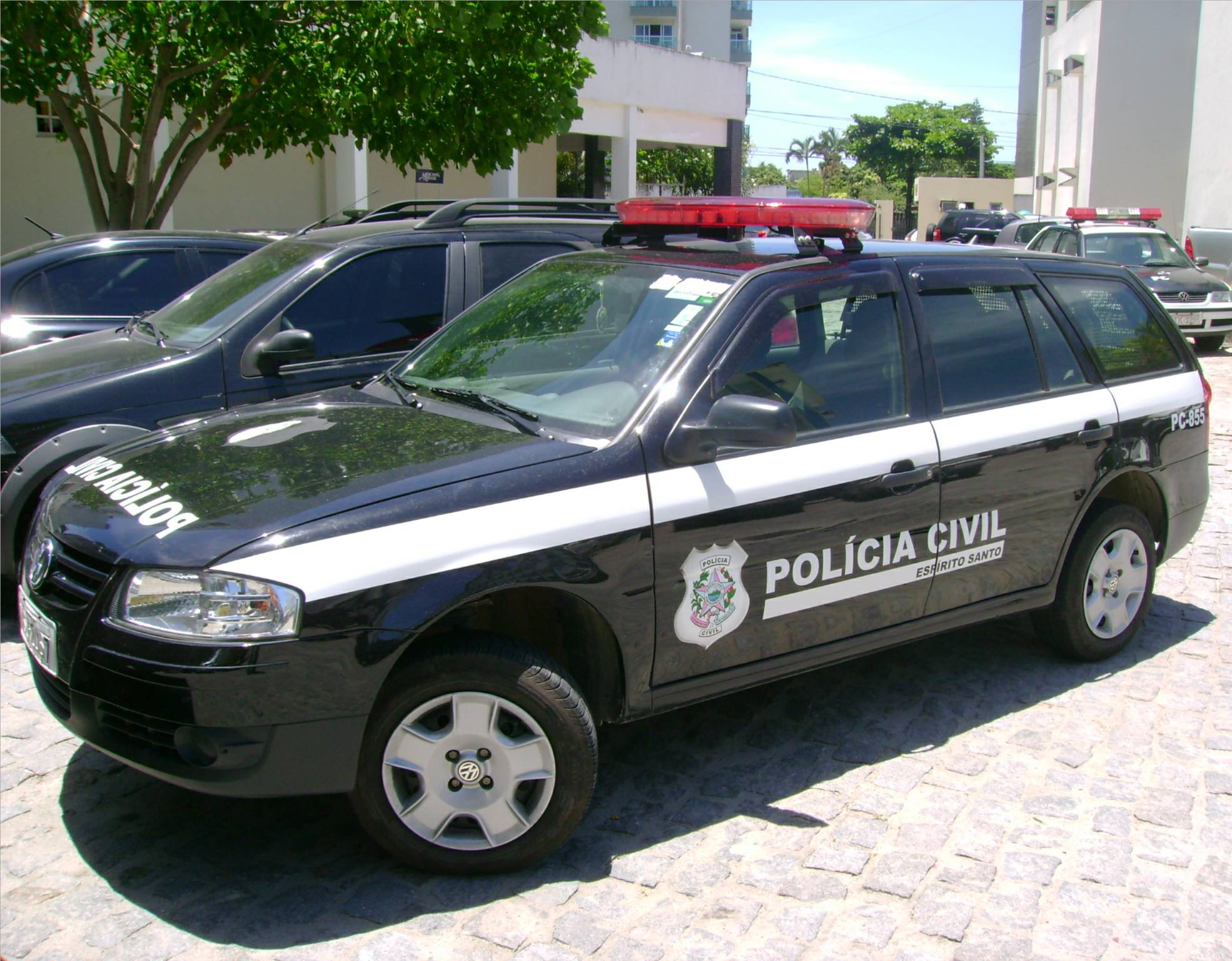
Viatura da Polícia Civil do Estado do Espírito Santo

A Polícia Militar do Estado do Espírito Santo (PMES) é uma das forças de polícia militar do Brasil, sendo responsável pelo policiamento ostensivo no Estado do Espírito Santo. Seu Quartel do Comando Geral (QCG) é situado na Avenida Maruípe, na cidade de Vitória, capital do Estado.
O Corpo de Bombeiros Militar do Estado do Espírito Santo (CBMES) é uma Corporação cuja missão primordial consiste na execução de atividades de defesa civil, prevenção e combate a incêndios, buscas, salvamentos e socorros públicos no âmbito do estado do Espírito Santo. Ele é Força Auxiliar e Reserva do Exército Brasileiro, e integra o Sistema de Segurança Pública e Defesa Social do Brasil. Seus integrantes são denominados Militares dos Estados pela Constituição Federal de 1988, assim como os membros da Polícia Militar do Estado do Espírito Santo.
A Polícia Civil do Estado do Espírito Santo é uma das polícias do Espírito Santo, Brasil, órgão do sistema de segurança pública ao qual compete, nos termos do artigo 144, § 4º, da Constituição Federal e ressalvada competência específica da União, as funções de polícia judiciária e de apuração das infrações penais, exceto as de natureza militar. As principais instituições penitenciárias do estado são o Instituto de Readaptação Social (em Vila Velha) e Colônia Penal (em Viana).
A Superintendência do Departamento de Polícia Federal no Espírito Santo está localizada no bairro vilavelhense do São Torquato e é responsável pelo cadastro de passaportes brasileiros de capixabas e outras pessoas residentes no Estado, controles de passageiros nacionais e estrangeiros no aeroportos internacionais e defesa mútua e obrigatória das fronteiras do Brasil como outros países sul-americanos ao lado do Exército Brasileiro, da Marinha do Brasil e da Força Aérea Brasileira.

## Cultura

### Instituições culturais

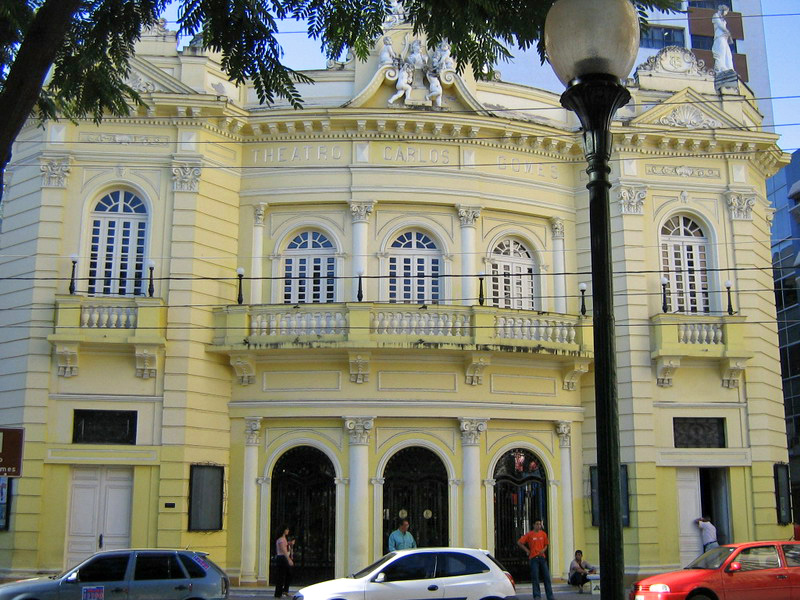
Theatro Carlos Gomes, no centro de Vitória.

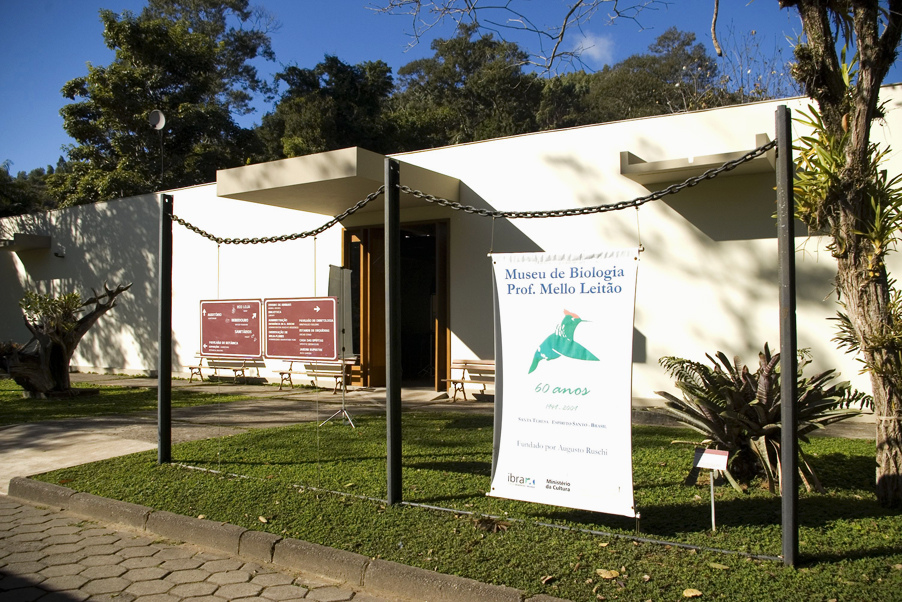
Museu de Biologia Professor Mello Leitão

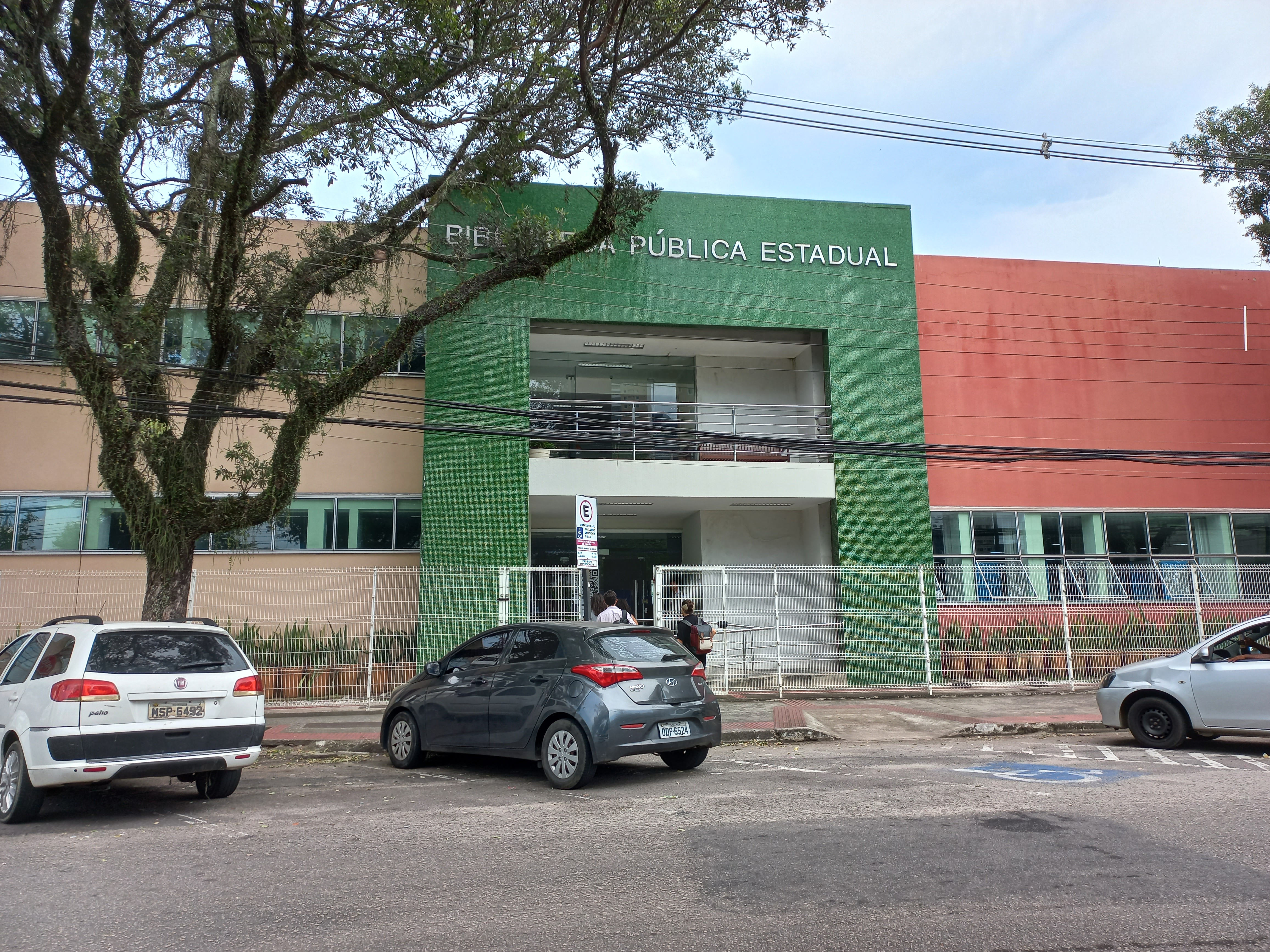
Biblioteca Estadual do Espírito Santo, em Vitória.

As principais entidades culturais do estado encontram-se na capital: a Universidade Federal do Espírito Santo (UFES), o Instituto Histórico e Geográfico, a Associação Espírito-Santense de Imprensa, a Academia Espírito-Santense de Letras, a Associação Espírito-Santense de Juristas, a Arcádia Espírito-Santense, a Associação Médica do Espírito Santo, a Academia Feminina de Letras, o Instituto dos Advogados, o Centro Capixaba de Folclore e o Instituto Espírito-Santense de História, Geografia e Arte Religiosa. Em Cachoeiro de Itapemirim há a Academia Cachoeirense de Letras.
A capital conta com as bibliotecas Estadual, Municipal, do Tribunal de Justiça, dos Comerciários, Embaixador Macedo Soares (da delegacia da Fundação IBGE), Central da Universidade Federal do Espírito Santo e da Companhia Vale do Rio Doce, entre outras. Em Cachoeiro de Itapemirim destacam-se as Bibliotecas Municipal, do Centro Espírita Fraternidade e Luz, do Colégio Estadual Muniz Freire e da Casa dos Braga — pequeno museu dedicado aos irmãos escritores Newton e Rubem Braga, na casa onde nasceram. Muitos outros municípios do interior possuem também pequenas bibliotecas.
O teatro mais relevante da capital é o Theatro Carlos Gomes, inaugurado em 1927 e inovado em 1970, sob a responsabilidade da Fundação Cultural do Espírito Santo, com 311 poltronas e 40 camarotes.
Na capital, o museu histórico mais relevante é o Museu Solar Monjardim, antigo Museu de Arte e História e Museu Capixaba, anteriormente vinculado à Universidade Federal do Espírito Santo e na atualidade, administrado pelo Instituto Brasileiro de Museus (Ibram). O museu encontra-se instalado no Solar Monjardim, tombado pelo Instituto do Patrimônio Histórico e Artístico Nacional e antiga Casa-Grande da Fazenda, hoje bairro, de Jucutuquara. No centro histórico da capital encontram-se o Museu de Arte do Espírito Santo Dionísio del Santo (Maes) e o Museu Capixaba do Negro Verônica da Paz (Mucane). No município vizinho de Vila Velha, o Museu Ferroviário da Vale, na antiga sede da Estação Pedro Nolasco, oferece vista para o centro de Vitória.
Em Santa Teresa, há o Museu de Biologia Professor Mello Leitão, instituição criada pelo ilustre naturalista capixaba Augusto Ruschi em sua própria residência, onde também existe uma das melhores bibliotecas do mundo especializadas na fauna e na flora do país. Ruschi ainda fundou no município de Aracruz uma grande reserva natural que além de oferecer atividades educacionais e recuperação da flora, possuí um extenso arquivo público aberto para consulta, a Estação Biologia Marinha Augusto Ruschi (EBMAR).

### Monumentos

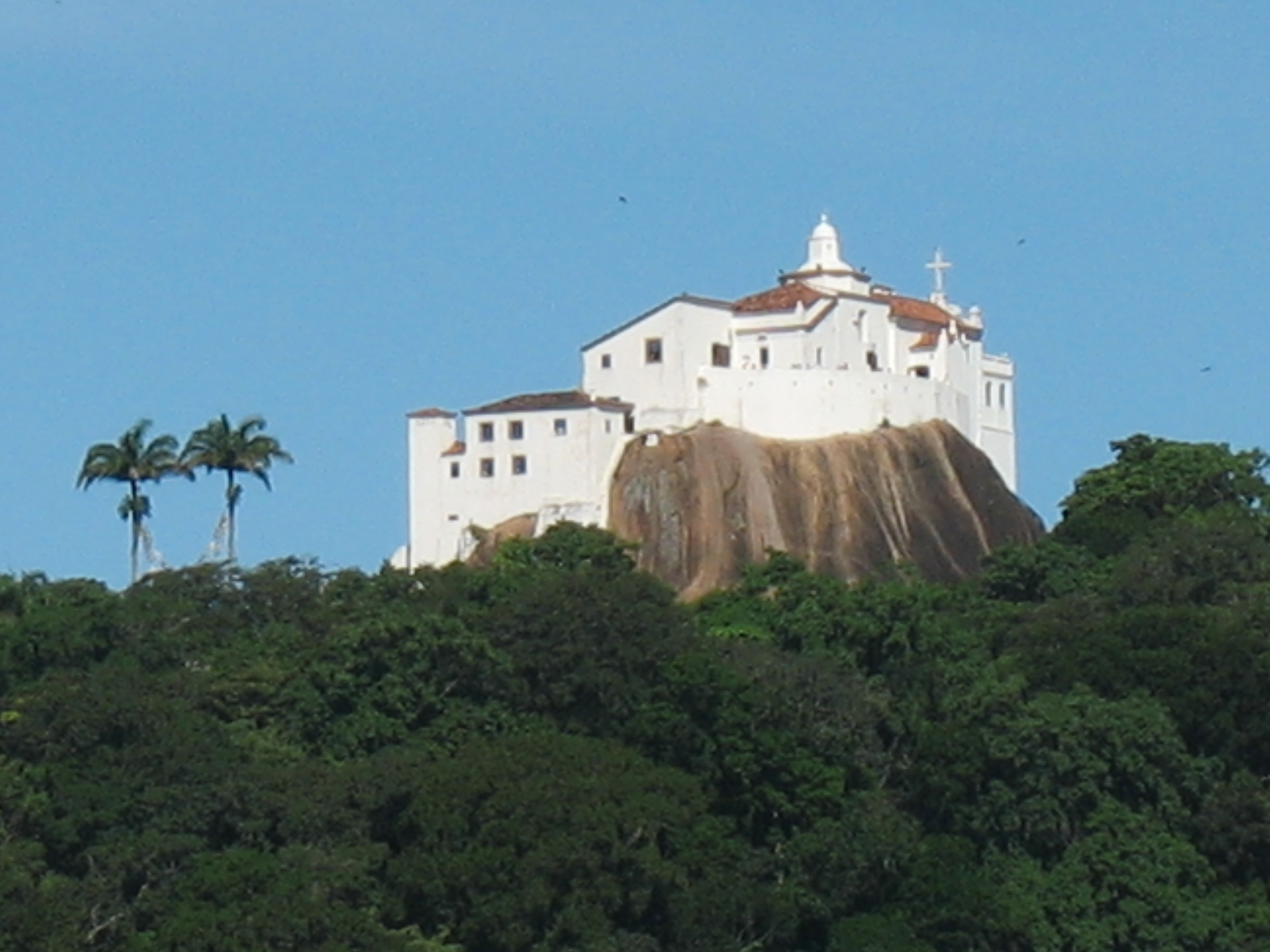
Convento da Penha

São tombados pelo Instituto do Patrimônio Histórico e Artístico Nacional os seguintes monumentos: a igreja de Nossa Senhora da Assunção (1587) e residência contígua, em Anchieta, onde morou o clérigo José de Anchieta; a igreja de Nossa Senhora da Ajuda, em Viana; a igreja dos Reis Magos (1558) e residência contígua, em Nova Almeida, município da Serra. Em Vitória, está localizados o Solar de Monjardim, a igreja de São Gonçalo Garcia (1766), a igreja de Nossa Senhora do Rosário (1765) e a igreja de Santa Luzia (1547). Em Vila Velha, o célebre convento e igreja de Nossa Senhora da Penha, localizado a 135m de altura sobre a entrada da baía de Vitória, e a igreja matriz de Nossa Senhora do Santo Rosário, todos do século XVI.

### Folclore
Em Vitória, as festas populares tradicionais mais distintas são as de Nossa Senhora da Penha, as comemorações católicas de Santo Antônio, em 13 de junho, de São Pedro dos Pescadores, na praia do Suá, em 29 de junho, e de Nossa Senhora da Vitória, em 8 de setembro. Em Guarapari e Conceição da Barra, realizam-se as festas de Nossa Senhora da Conceição, em 8 de outubro, e o alardo, realizada no ciclo de Natal ou nos dias 19 e 20 de janeiro. Em Cachoeiro de Itapemirim, o Dia de Cachoeiro, 29 de junho, é celebrado com uma semana de eventos em que ocorrem exposição agropecuária, bailes, shows populares, desfiles e caxambu da ilha da Luz. Em diversas cidades e aldeias litorâneas, como Guarapari, Marataízes, Anchieta, Piúma e Conceição da Barra, o dia de São Pedro, 29 de junho, padroeiro dos pescadores, é festejado também com procissões marítimas. Em Conceição da Barra, acontece a festa do Reis de Bois, no ciclo natalino.

### Pontos turísticos

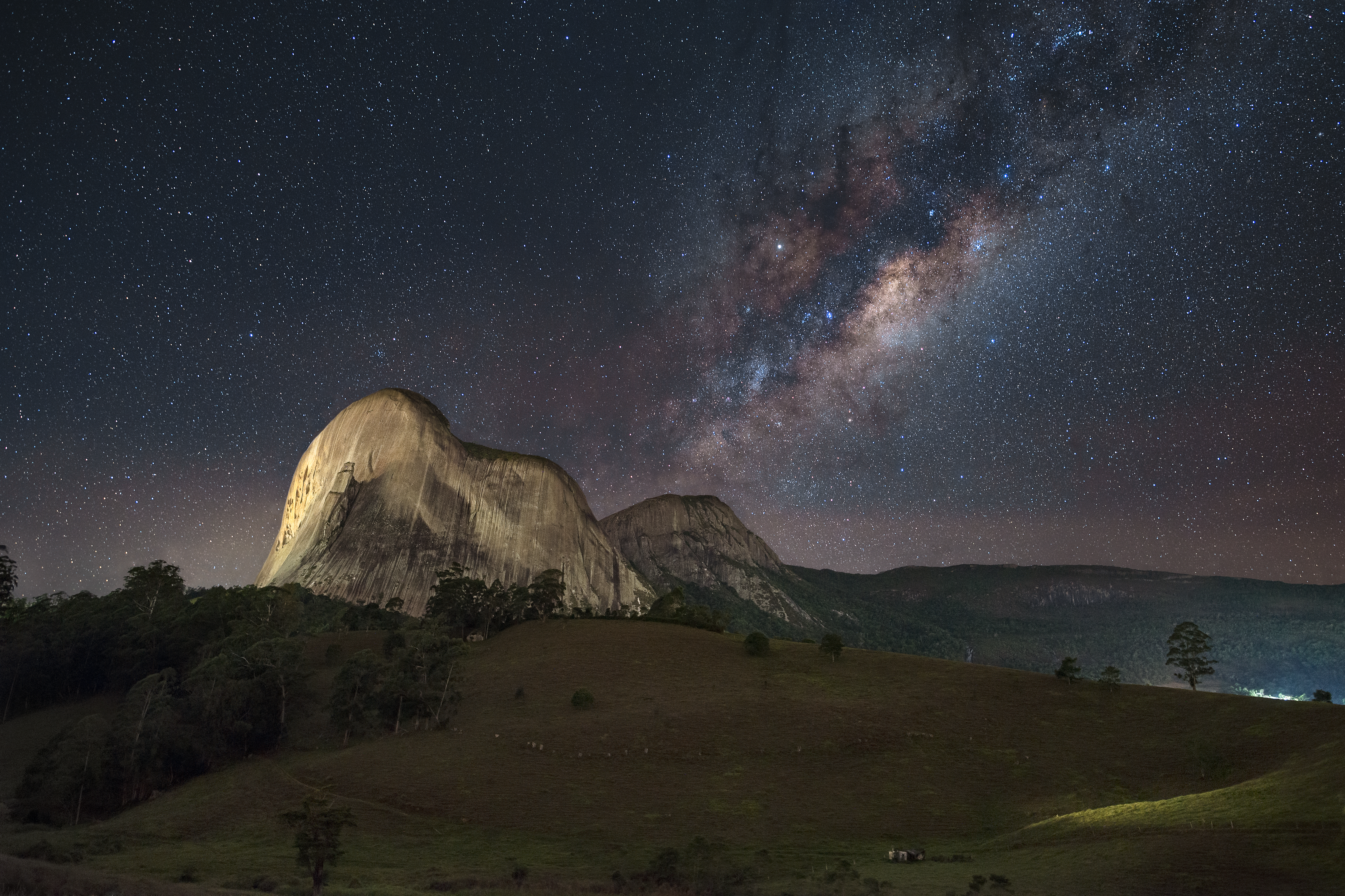
Parque Estadual da Pedra Azul

As praias de areia monazítica de Guarapari, aconselhadas para a cura de reumatismo e artrose, e o convento de Nossa Senhora da Penha, em Vila Velha, são os maiores pontos turísticos do estado. Em Vitória, são locais importantes o palácio Anchieta, prédio onde funciona o governo estadual; as igrejas tombadas de Santa Luzia, do Rosário e de São Gonçalo Garcia; o Parque Moscoso, com concha acústica com capacidade para atrair 400 espectadores sentados; o porto, com seu terminal de exportação de minério; as praias: Comprida, Suá, Camburi e do Canto.
A costa capixaba é margeada de belas praias, que recebem muitos turistas — principalmente mineiros que aproveitam o sol e a água do mar e que são trajados de sunga e biquíni — no verão, sobressaindo-se Guriri, em São Mateus, Marataízes, Guarapari, Piúma, Iriri, Anchieta e Conceição da Barra, onde se situam as célebres dunas da barra do rio Itaúnas.
Nas serras capixabas também são encontrados pontos de grande atração turística, sobressaindo-se Domingos Martins, Santa Teresa, Rio Novo e Venda Nova do Imigrante.No interior, junto à divisa com Minas Gerais, localiza-se o Parque Nacional do Caparaó. O pico do Itabira e as pedras do Frade e da Freira (310m), em Cachoeiro de Itapemirim, são o símbolo maior da cidade, onde se pode visitar também a tradicional fábrica de pios de pássaros em madeira.

### Culinária

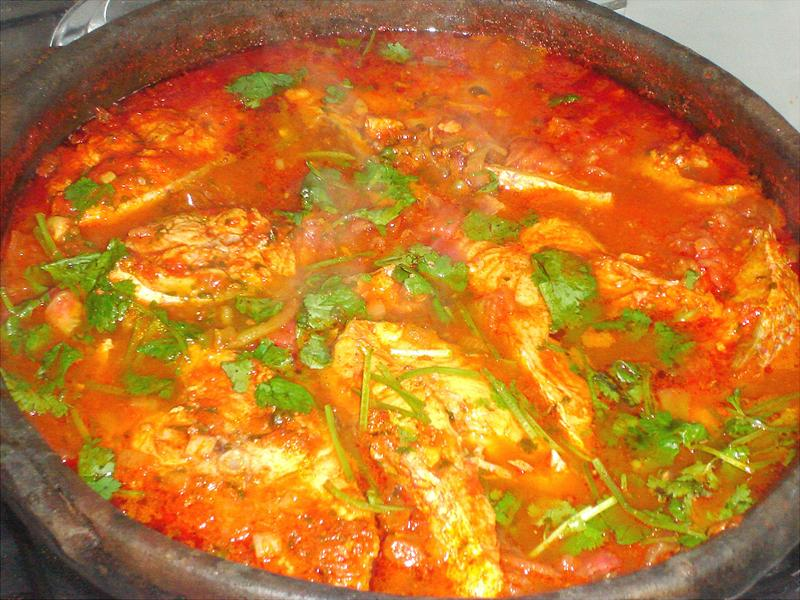
Uma moqueca capixaba feita em casa em panela de barro.

O prato típico mais lembrado do estado é a torta capixaba, feita tradicionalmente nas casas de Vitória durante a semana santa, mas também oferecida durante todo o ano aos turistas nos melhores restaurantes da capital. Sobressai-se ainda a moqueca capixaba, de peixes e frutos do mar cozidos em panelas de barro artesanais, ao molho de urucum.
Desde seu começo, o Espírito Santo desenvolveu uma gastronomia bem típica, baseada em frutos do mar. Com a vinda de imigrantes, provenientes de outros países, dentre eles os alemães, certos alimentos passaram a ser inseridos na culinária capixaba, especialmente os licores feitos de lima e laranja, vinhos de frutas e tortas. Obviamente, no entanto, a comida mais famosa desse estado é a moqueca capixaba.

### Música
O congo capixaba é o ritmo musical típico do estado, com origem indígena também teve a participação dos negros. Realizado nas regiões litorâneas do Espírito Santo. As bandas de congo cantam e tocam em festas religiosas como as de São Benedito, São Pedro, São Sebastião e Nossa Senhora da Penha (padroeira do Estado). Os instrumentos utilizados são com pau oco, barricas, taquaras, peles de animais, folha-de-flandres e ferro torcido, assim como tambores, caixas, cuícas, chocalhos, casacas, ferrinhos ou triângulos e pandeiros. Principalmente pelos tambores e casaca que é um instrumento musical espécie de reco-reco com cabeça esculpida.

### Festivais
A cultura do estado sofre forte influência de alemães, italianos e afro-descendentes, o que gera diversas manifestações culturais e festas singulares. Os principais eventos no estado, são de entretenimento, culturais e musicais, o maior evento do estado é a Vitória Stone Fair, maior exposição de Rochas Ornamentais do mundo, porém existem vários outros de importância quase igual, voltados ao setor agropecuário e ao setor alimentício. A maioria dos eventos, de pequeno, médio e grande porte, ocorre no Pavilhão de Carapina, espaço construído pelo governo do estado, para sediar eventos, no município de Serra.
Existe em Itapemirim a Tradicional Festa do Atum e do Dourado, sendo uma das principais festas da cultura pesqueira do Brasil, onde há anexado a festa o Festival de Frutos do Mar Capixaba, no distrito de Itaipava. Reúne mais de 50 mil pessoas por dia, onde tem a oportunidade de experimentar tradicionais pratos em frente ao mar, além da tradicional volta dos barcos, em que percorrem a ilha dos Franceses e o preparo do Peixe no Rolete. Há também a tradicional festa de Corpus Christi, realizada por volta dos meses de maio e junho, onde em Castelo são confeccionados tapetes artesanais em um perímetro aproximado de um quilômetro pelo entorno do centro da cidade. Esse tapetes com vários quadro e passadeiras de desenho e muito colorido são de inspiração religiosa e feitos basicamente de flores, serragem colorida e grãos. Outro importante evento é a Festa do Cafona, em Colatina, evento que reúne pessoas de todo o Brasil, que se vestem de forma inusitada e propositalmente ridícula para ouvir músicas com letras provocativas e também ridículas e fazerem coisas bizarras e obscenas. Também há o Festival de Alegre, na cidade de Alegre, importante evento do cenário musical nacional, reúne as maiores e mais populares bandas brasileiras e as vezes, até bandas estrangeiras. Há também a tradicional e italiana Festa da Polenta realizada em Venda Nova do Imigrante. O maior rodeio do estado é o de Ibiraçu, onde a um encontro de música sertaneja. O Festival de Inverno de Domingos Martins e a Festa do Vinho, são os maiores eventos da região serrana do estado.

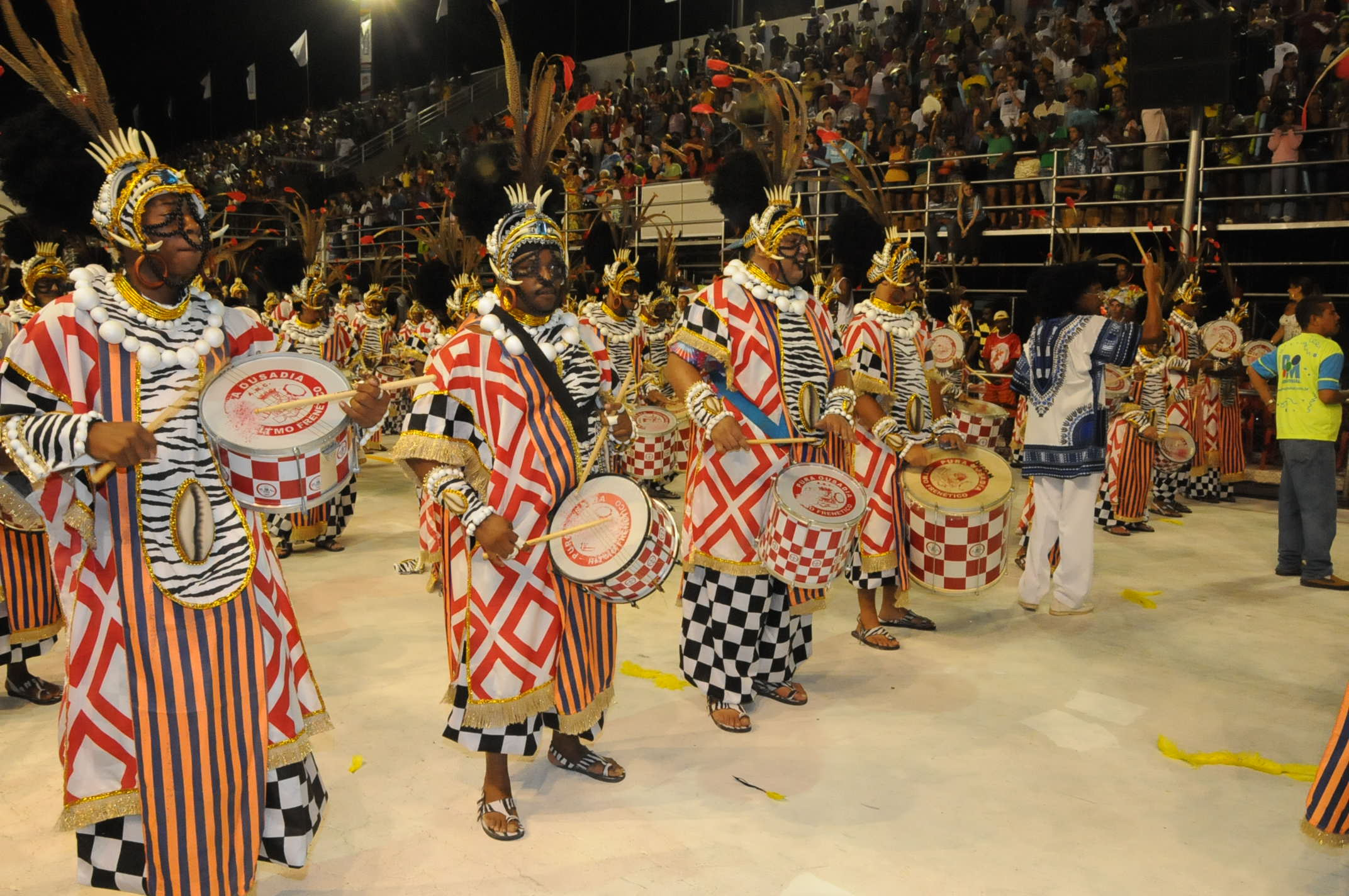
Carnaval de Vitória 2009

Há também várias manifestações culturais importantes, como a festa de Exposição Municipal Afonso-Claudense e a festa do Afonso-Claudense Ausente e Presente, que comemora o aniversário do município de Afonso Cláudio; o Boi Pintadinho, em Muqui; a Sömmerfest em Domingos Martins; a Festa do Imigrante em Santa Teresa; a Festa do Morango em Domingos Martins; a Festa de São Benedito, na cidade de Serra; e a Festa da Penha, maior festa religiosa do estado que reúne cerca de 900 mil fiéis durante a Semana Santa, no Convento da Penha em Vila Velha, durante o período são celebradas muitas missas e romarias.
Na capital acontece o desfile das escolas de samba capixabas, que reúne no Sambão do Povo, como é conhecido o Sambódromo Capixaba, mais de cinquenta mil pessoas, fora os que desfilam, prestigiam as 19 escolas da Grande Vitória que desfilam em três dias de muita festa e animação. O desfile das escolas de samba capixabas acontece sempre uma semana antes do carnaval oficial e tem como atual campeã a Mocidade Unida da Glória. A Liga Independente das Escolas de Samba do Grupo Especial (LIESGE) é o órgão organizador dos desfiles em parceria com o governo do estado.

### Esportes
No setor esportivo, a secretaria responsável por atuar nessa área é a Secretaria de Esportes e Lazer, que tem como secretário Vanderson Alonso Leite, apelidado de Vandinho, natural de Baixo Guandu e formado em administração com ênfase em análise de sistemas. O estado é sede de diversos clubes de futebol conhecidos nacionalmente, como, por exemplo, o Rio Branco Atlético Clube, a Desportiva Ferroviária, Sociedade Desportiva Serra Futebol Clube e o Vitória Futebol Clube. O Campeonato Capixaba de Futebol é organizado pela Federação de Futebol do Estado do Espírito Santo e realizado ininterruptamente desde 1917, sendo um dos mais antigos torneios de futebol organizados no Brasil. O estado possui diversos estádios de futebol, como o Salvador Venâncio da Costa, o Governador Bley (todos em Vitória), o Mário Monteiro (em Cachoeiro do Itapemirim), o Engenheiro Alencar de Araripe (em Cariacica), o Municipal Justiniano de Mello e Silva (em Colatina), entre muitos outros. Em 2010, segundo a Confederação Brasileira de Futebol, o estado aparece na décima-quinta colocação no ranking nacional das federações estaduais.
Outros esportes também têm popularidade no estado. No vôlei, o órgão responsável pela atuação no esporte é a Federação Espírito-Santense de Voleibol, que possui diversos clubes filiados e organiza todos os torneios oficiais que envolvam as equipes do estado. No basquete, a federação responsável é a Federação Capixaba de Basquetebol.  No skate, existe a Associação Capixaba de Skate (ACSK) responsável pela organização de eventos e afins relacionados ao esporte. Todos os anos, o estado realiza os "Jogos Escolares do Espírito Santo", evento da secretaria de esportes do governo estadual, que reúne diversas modalidades esportivas.

No estado nasceram os medalhistas olímpicos Esquiva Falcão e Yamaguchi Falcão no boxe, os medalhistas em Mundiais de Natação João Gomes Júnior e Daiene Dias, além do três vezes finalista da NBA Anderson Varejão, no basquete.

### Feriados
No Espírito Santo, é considerado feriado estadual o dia dedicado à Padroeira do Estado, Nossa Senhora da Penha, que acontece no oitavo dia posterior ao domingo de Páscoa. O dia da Colonização do solo espírito-santense, no dia 23 de maio, é considerado ponto facultativo em alguns municípios.